# A legtöbb példányban elkelt videójátékok listája

## Játékkonzolok

### Atari

#### Atari 2600

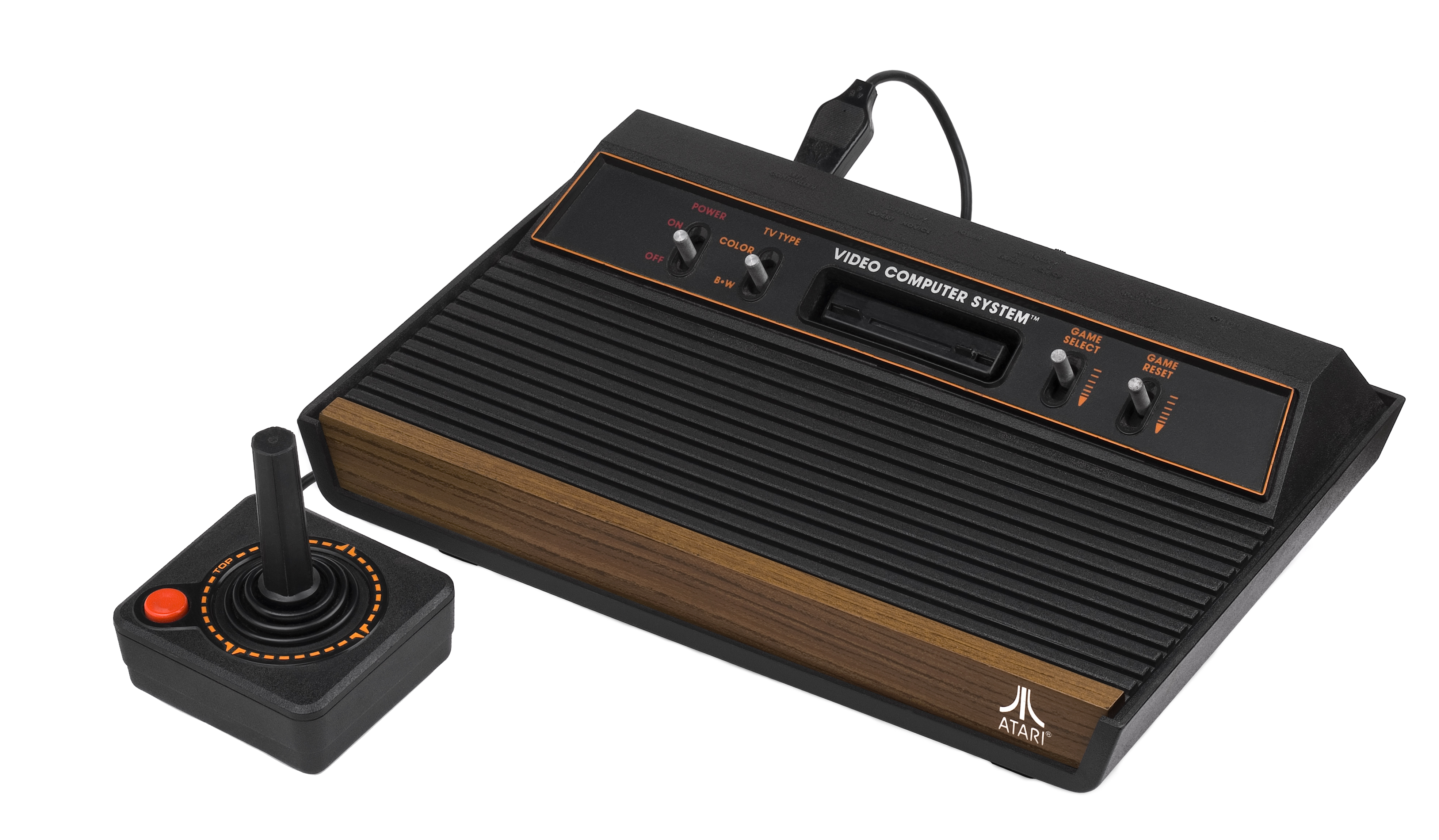
Atari 2600

| Cím                        | Megjelenés | Eladott példány |
| -------------------------- | ---------- | --------------- |
| Pac-Man                    | 1982       | 7 millió        |
| Pitfall!                   | 1982       | 4 millió        |
| Asteroids                  | 1981       | 3,8 millió      |
| Missile Command            | 1980       | 2,5 millió      |
| Space Invaders             | 1980       | 2 millió        |
| Demon Attack               | 1982       | 2 millió        |
| E.T. the Extra-Terrestrial | 1982       | 1,5 millió      |
| Adventure                  | 1979       | 1 millió        |
| Atlantis                   | 1982       | 1 millió        |
| Cosmic Ark                 | 1982       | 1 millió        |
| Kaboom!                    | 1981       | 1 millió        |
| Megamania                  | 1982       | 1 millió        |
| River Raid                 | 1982       | 1 millió        |

### Coleco

#### ColecoVision
| Cím         | Megjelenés | Eladott példány |
| ----------- | ---------- | --------------- |
| Donkey Kong | 1982       | 2 millió        |

### Mattel

#### Intellivision

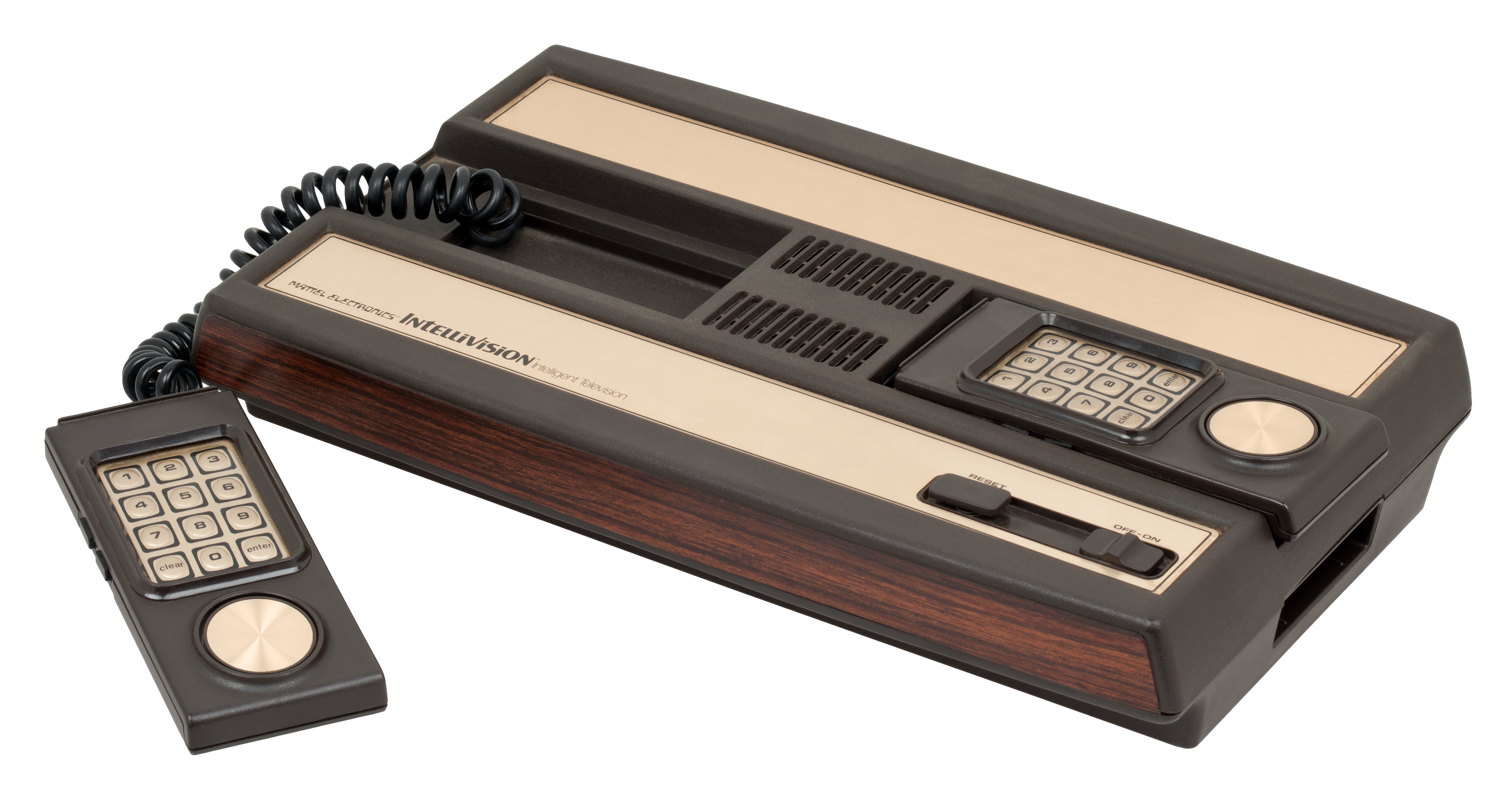
Intellivision

| Cím                         | Megjelenés | Eladott példány      |
| --------------------------- | ---------- | -------------------- |
| Las Vegas Poker & Blackjack | 1980       | 2 millió leszállítva |
| Astrosmash                  | 1981       | 1 millió             |
| Major League Baseball       | 1980       | 1 millió             |
| NFL Football                | 1979       | 1 millió             |
| Space Armada                | 1981       | 1 millió             |
| Space Battle                | 1979       | 1 millió             |

### Microsoft

#### Xbox

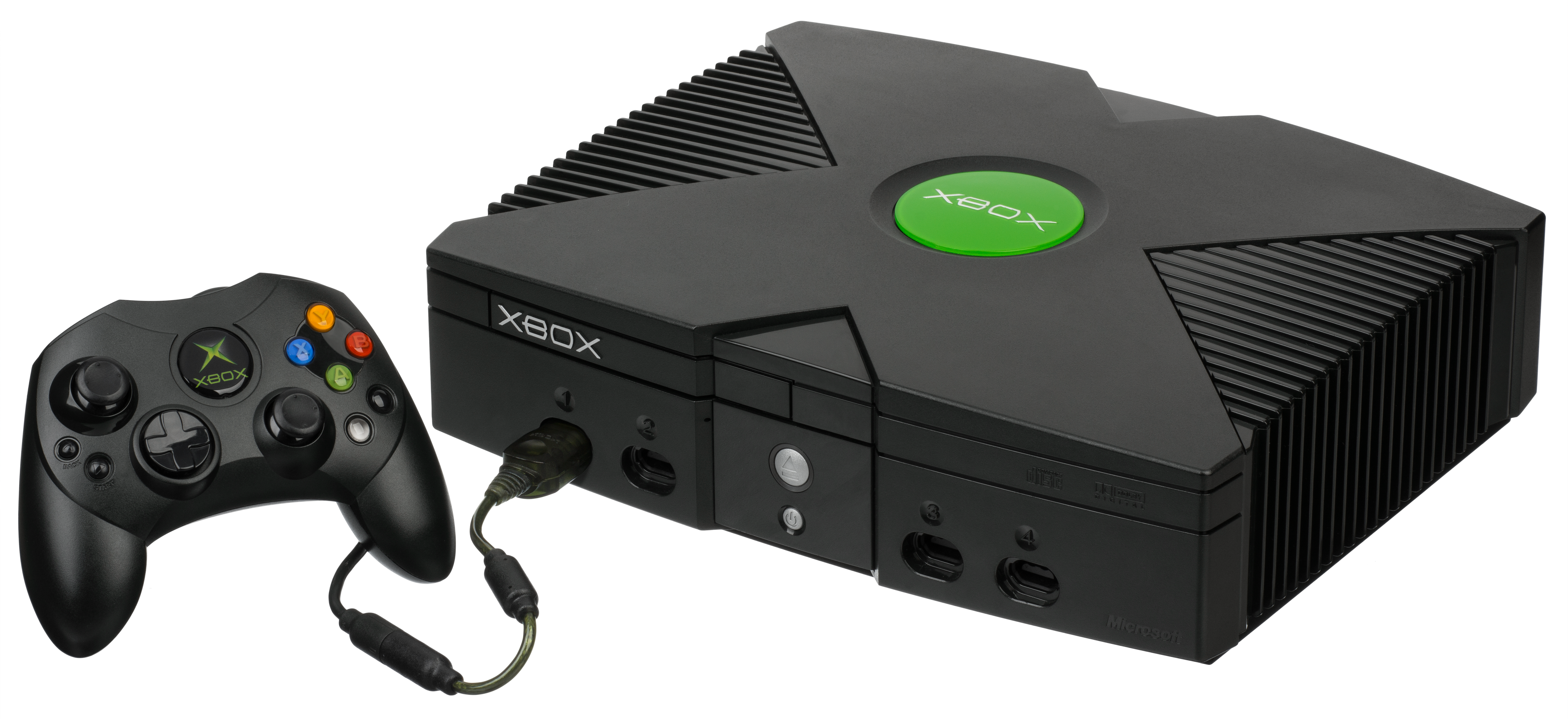
Xbox

| Cím                                    | Megjelenés | Eladott példány |
| -------------------------------------- | ---------- | --------------- |
| Halo 2                                 | 2004       | 8 millió        |
| Halo: Combat Evolved                   | 2001       | 5 millió        |
| Tom Clancy’s Splinter Cell             | 2002       | 3 millió        |
| Fable                                  | 2004       | 3 millió        |
| Project Gotham Racing                  | 2001       | 2,50 millió     |
| Grand Theft Auto Double Pack           | 2003       | 1,70 millió     |
| Star Wars: Knights of the Old Republic | 2003       | 1,58 millió     |
| Counter-Strike                         | 2004       | 1,50 millió     |
| Grand Theft Auto: San Andreas          | 2005       | 1,46 millió     |
| Need for Speed: Underground 2          | 2005       | 1,44 millió     |
| Madden NFL 2005                        | 2004       | 1,42 millió     |
| Madden NFL 06                          | 2005       | 1,41 millió     |
| Call of Duty 2: Big Red One            | 2005       | 1,39 millió     |
| The Elder Scrolls III: Morrowind       | 2002       | 1,36 millió     |
| ESPN NFL 2K5                           | 2004       | 1,38 millió     |
| Dead or Alive 3                        | 2001       | 1,28 millió     |
| Star Wars: Battlefront                 | 2004       | 1,22 millió     |
| Star Wars: Battlefront II              | 2005       | 1,13 millió     |
| Tom Clancy’s Ghost Recon               | 2001       | 1,13 millió     |
| Need for Speed: Underground            | 2004       | 1,10 millió     |

#### Xbox 360
| Cím                            | Megjelenés | Eladott példány |
| ------------------------------ | ---------- | --------------- |
| Kinect Adventures              | 2010       | 24 millióa      |
| Grand Theft Auto V             | 2013       | 15,50 millió    |
| Call of Duty: Black Ops        | 2010       | 12 millió       |
| Halo 3                         | 2007       | 8,1 millió      |
| Call of Duty: Modern Warfare 2 | 2009       | 7,562 millió    |
| Minecraftc                     | 2012       | 7 millió        |
| Gears of War                   | 2006       | 5 milliób       |
| Gears of War 2                 | 2008       | 5 millió        |

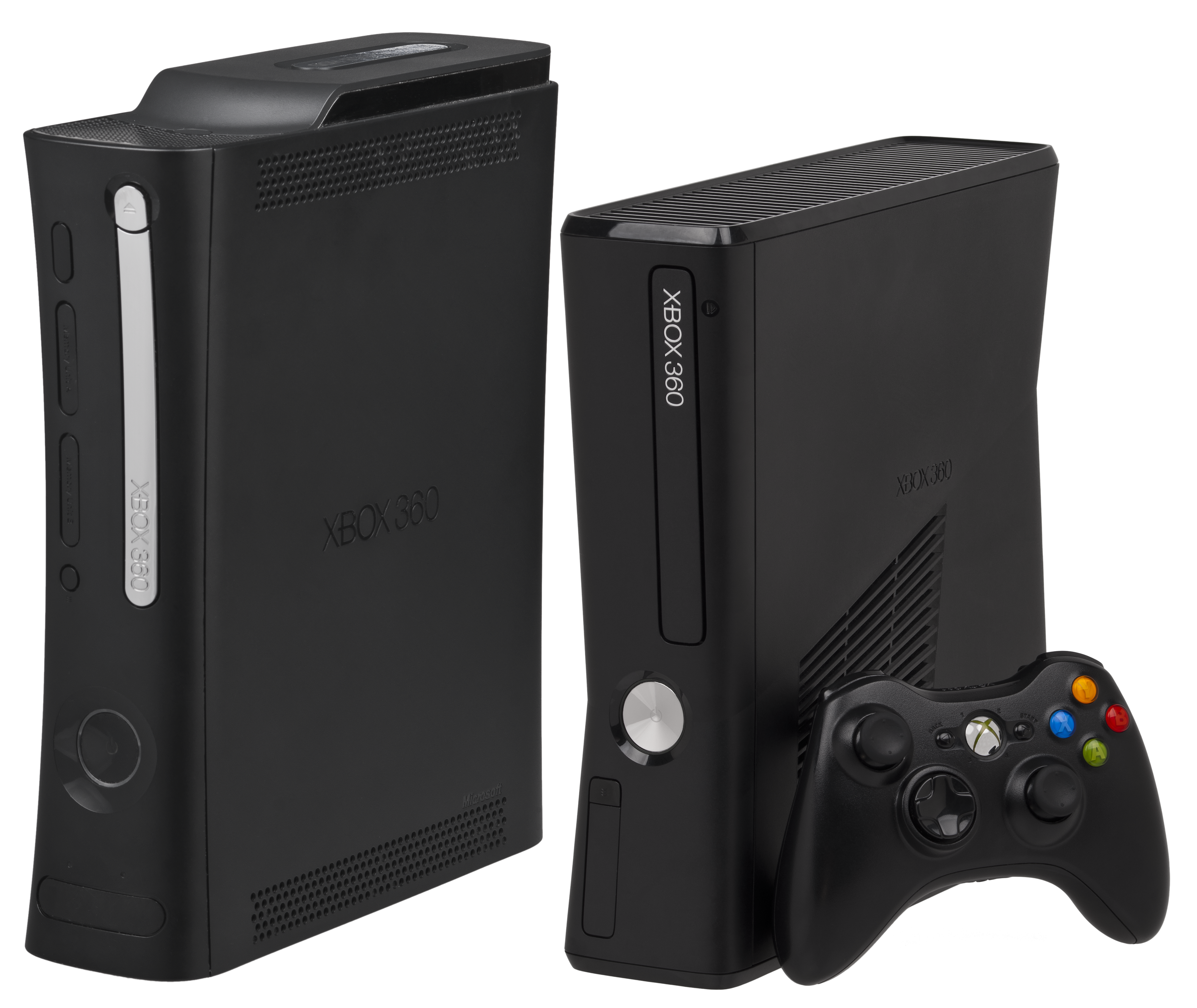
Egy Xbox 360 Elite és egy Xbox 360 S konzol

- a: 2013. február 12-ig a Kinect szenzorból 24 millió példányt adtak el, és ezek mindegyikéhez hozzá volt csomagolva a Kinect Adventures.[38]
- b: talán a Windows verzió eladásaival együtt.
- c: Xbox Live Arcade-játék.

Összesített Xbox 360 játék eladások 2009 decemberéig: 353,8 millió.

### Nintendo
Összesített Nintendo játék eladások 2013. március 31-ig: 4,10 milliárd.

#### Nintendo Entertainment System
| Cím                             | Megjelenés | Eladott példány      |
| ------------------------------- | ---------- | -------------------- |
| Super Mario Bros.               | 1985       | 40,24 millió         |
| Super Mario Bros. 3             | 1988       | 18 millió            |
| Super Mario Bros. 2             | 1988       | 10 millió            |
| Tetris                          | 1988       | 8 millió             |
| The Legend of Zelda             | 1987       | 6,51 millió          |
| Zelda II: The Adventure of Link | 1988       | 4,38 millió          |
| Teenage Mutant Ninja Turtles    | 1989       | 4 millió             |
| Dragon Warrior III              | 1988       | 3,8 millió Japánban  |
| Dragon Warrior IV               | 1990       | 3,1 millió Japánban  |
| Metroid                         | 1987       | 2,73 millió          |
| Golf                            | 1984       | 2,46 millió Japánban |
| Dragon Warrior II               | 1987       | 2,4 millió Japánban  |
| Baseball                        | 1983       | 2,35 millió Japánban |
| R.C. Pro-Am                     | 1988       | 2,3 millió           |
| Mahjong                         | 1983       | 2,13 millió Japánban |
| Family Stadium                  | 1986       | 2,05 millió Japánban |
| Punch-Out!!                     | 1987       | 2 millió             |

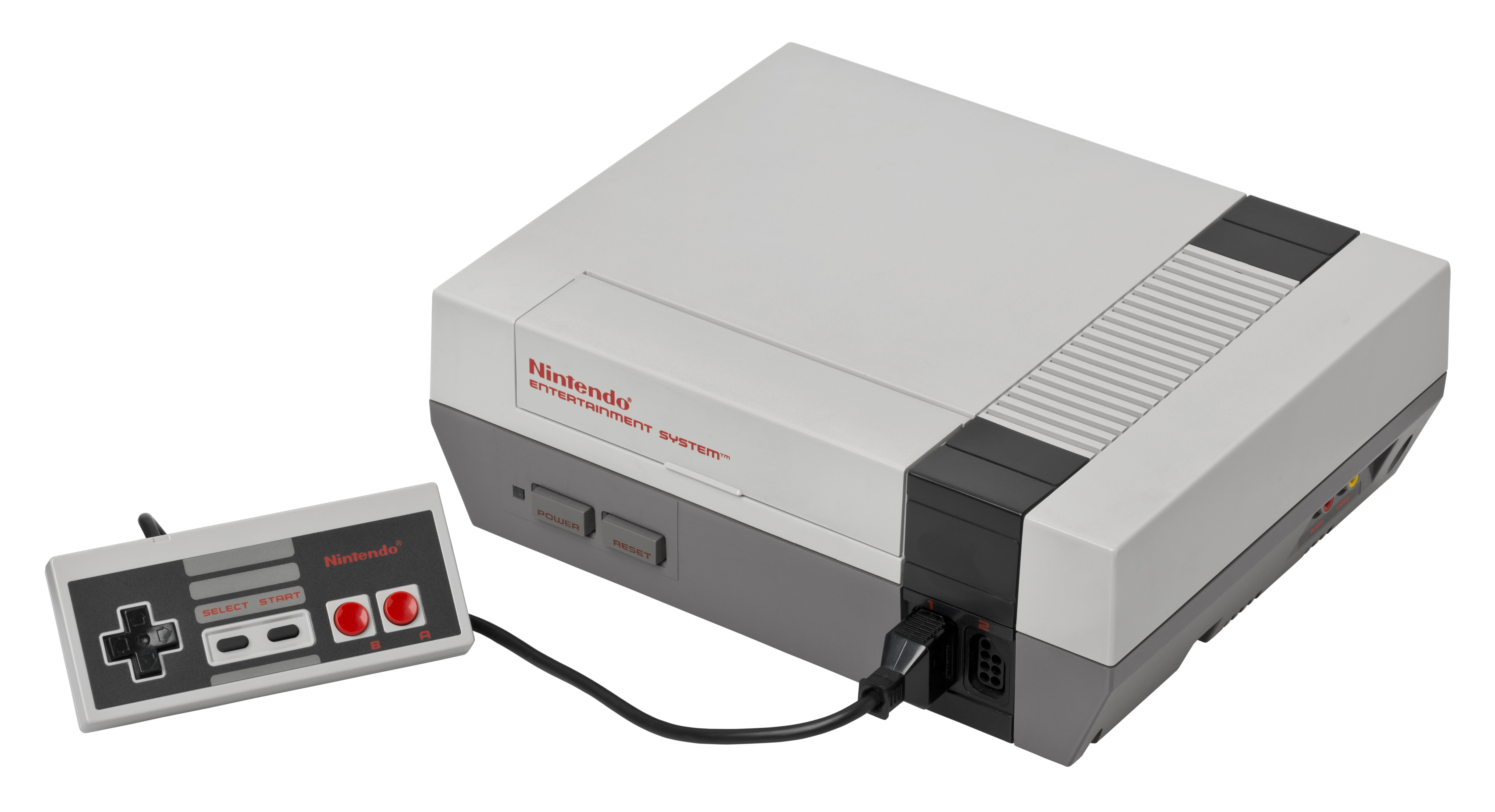
Nintendo Entertainment System

Összesített Nintendo Entertainment System játék eladások 2013. március 31-ig: 500,01 millió.

##### Family Computer Disk System

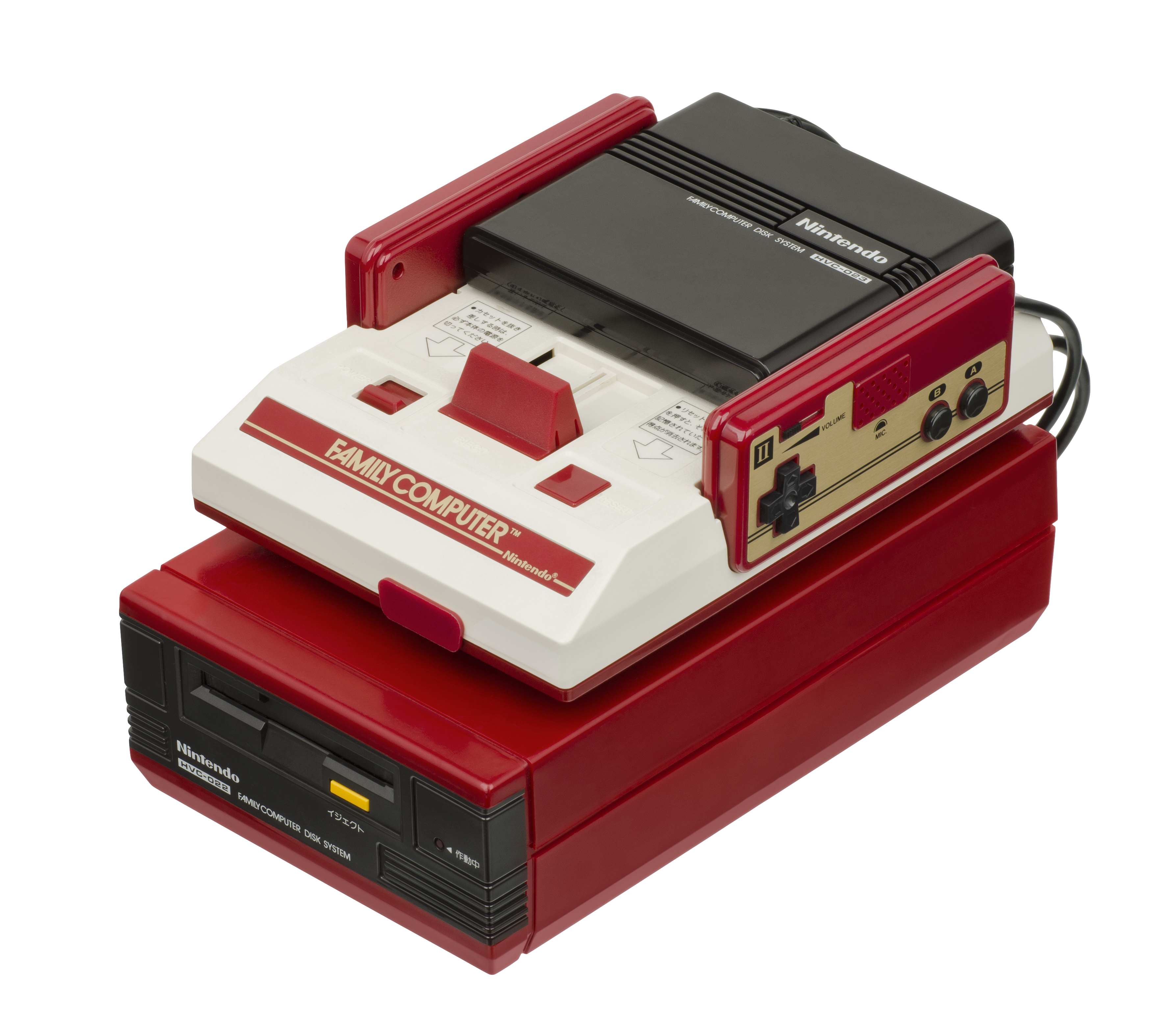
Egy Family Computer Disk System egy Famicomra szerelve

| Cím                             | Megjelenés | Eladott példány |
| ------------------------------- | ---------- | --------------- |
| Super Mario Bros. 2             | 1986       | 2,66 millió     |
| Volleyball                      | 1986       | 1,98 millió     |
| The Legend of Zelda             | 1986       | 1,69 millió     |
| Zelda II: The Adventure of Link | 1987       | 1,61 millió     |
| Pro Wrestling                   | 1986       | 1,42 millió     |
| Kid Icarus                      | 1986       | 1,09 millió     |
| Metroid                         | 1986       | 1,04 millió     |

#### Super Nintendo Entertainment System
| Cím                                       | Megjelenés | Eladott példány            |
| ----------------------------------------- | ---------- | -------------------------- |
| Super Mario World                         | 1990       | 20,60 millió               |
| Donkey Kong Country                       | 1994       | 9 millió                   |
| Super Mario Kart                          | 1992       | 8 millió                   |
| Street Fighter II: The World Warrior      | 1992       | 6,3 millió                 |
| The Legend of Zelda: A Link to the Past   | 1991       | 4,61 millió                |
| Donkey Kong Country 2: Diddy’s Kong Quest | 1995       | megközelítőleg 4,37 millió |
| Street Fighter II Turbo                   | 1992       | 4,1 millió                 |
| Star Fox                                  | 1993       | 4 millió                   |
| Super Mario World 2: Yoshi’s Island       | 1995       | 4 millió                   |

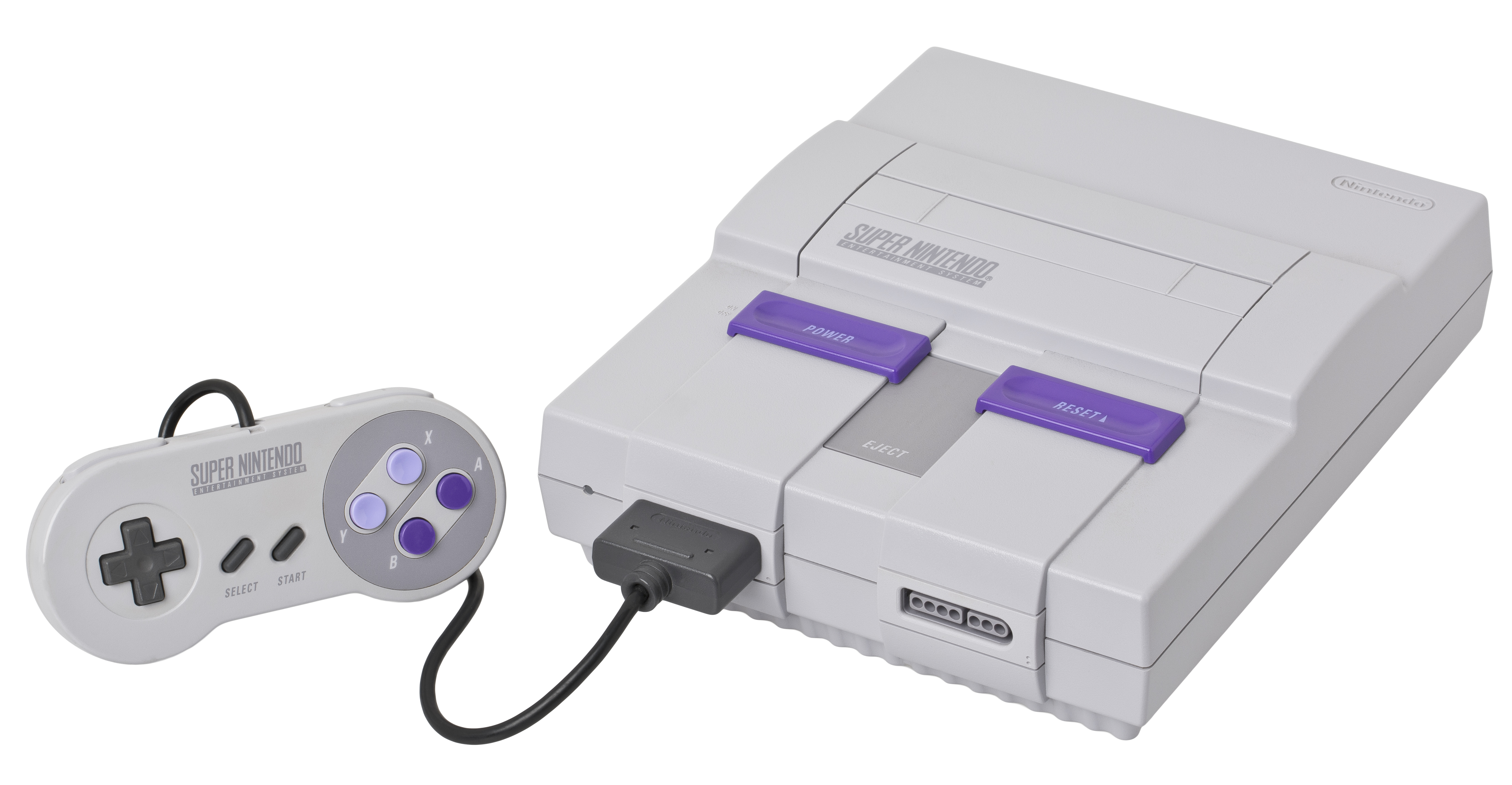
Észak-amerikai Super Nintendo Entertainment System modell

Összesített Super Nintendo Entertainment System játék eladások 2013. március 31-ig: 379,06 millió.

#### Nintendo 64
| Cím                                  | Megjelenés | Eladott példány             |
| ------------------------------------ | ---------- | --------------------------- |
| Super Mario 64                       | 1996       | 11,62 millió                |
| Mario Kart 64                        | 1996       | 9 millió                    |
| GoldenEye 007                        | 1997       | 8 millió                    |
| The Legend of Zelda: Ocarina of Time | 1998       | 7,6 millió                  |
| Super Smash Bros.                    | 1999       | 5 millió                    |
| Diddy Kong Racing                    | 1997       | megközelítőleg 4,434 millió |
| Pokémon Stadium                      | 1999       | megközelítőleg 3,871 millió |
| Donkey Kong 64                       | 1999       | megközelítőleg 3,77 millió  |
| The Legend of Zelda: Majora’s Mask   | 2000       | 3,36 millió                 |
| Star Fox 64                          | 1997       | megközelítőleg 3,325 millió |
| Banjo-Tooie                          | 2000       | 3 millió                    |

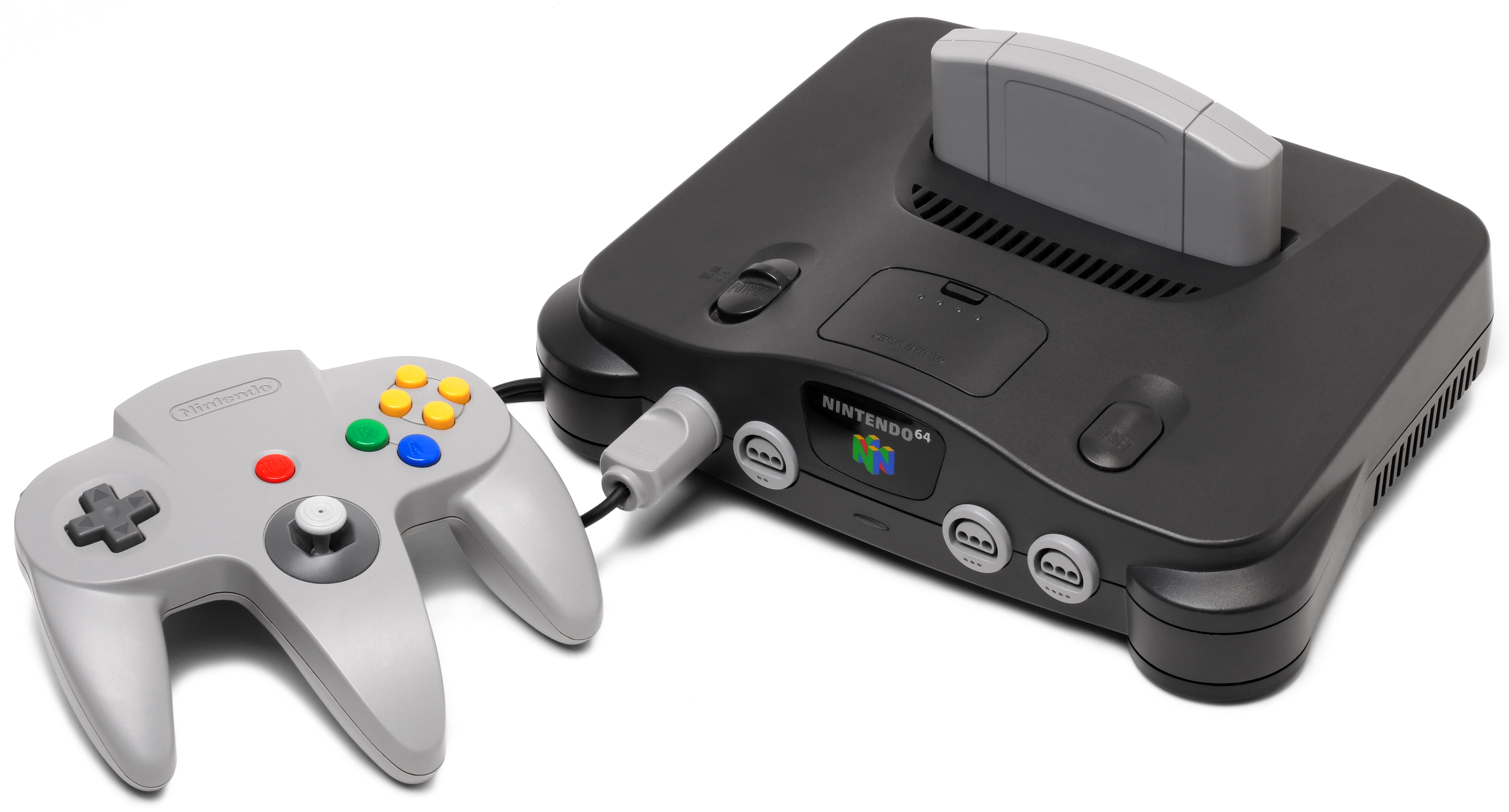
Nintendo 64

Összesített Nintendo 64 játék eladások 2013. március 31-ig: 224,97 millió.

#### Nintendo GameCube
| Cím                                 | Megjelenés | Eladott példány             |
| ----------------------------------- | ---------- | --------------------------- |
| Super Smash Bros. Melee             | 2001       | 7,09 millió                 |
| Mario Kart: Double Dash!!           | 2003       | 7 millió                    |
| Super Mario Sunshine                | 2002       | 5,5 millió                  |
| The Legend of Zelda: The Wind Waker | 2002       | 3,07 millió                 |
| Luigi’s Mansion                     | 2001       | megközelítőleg 2,639 millió |
| Animal Crossing                     | 2001       | megközelítőleg 2,321 millió |
| Mario Party 4                       | 2002       | megközelítőleg 2,003 millió |
| Metroid Prime                       | 2002       | 2 millió                    |

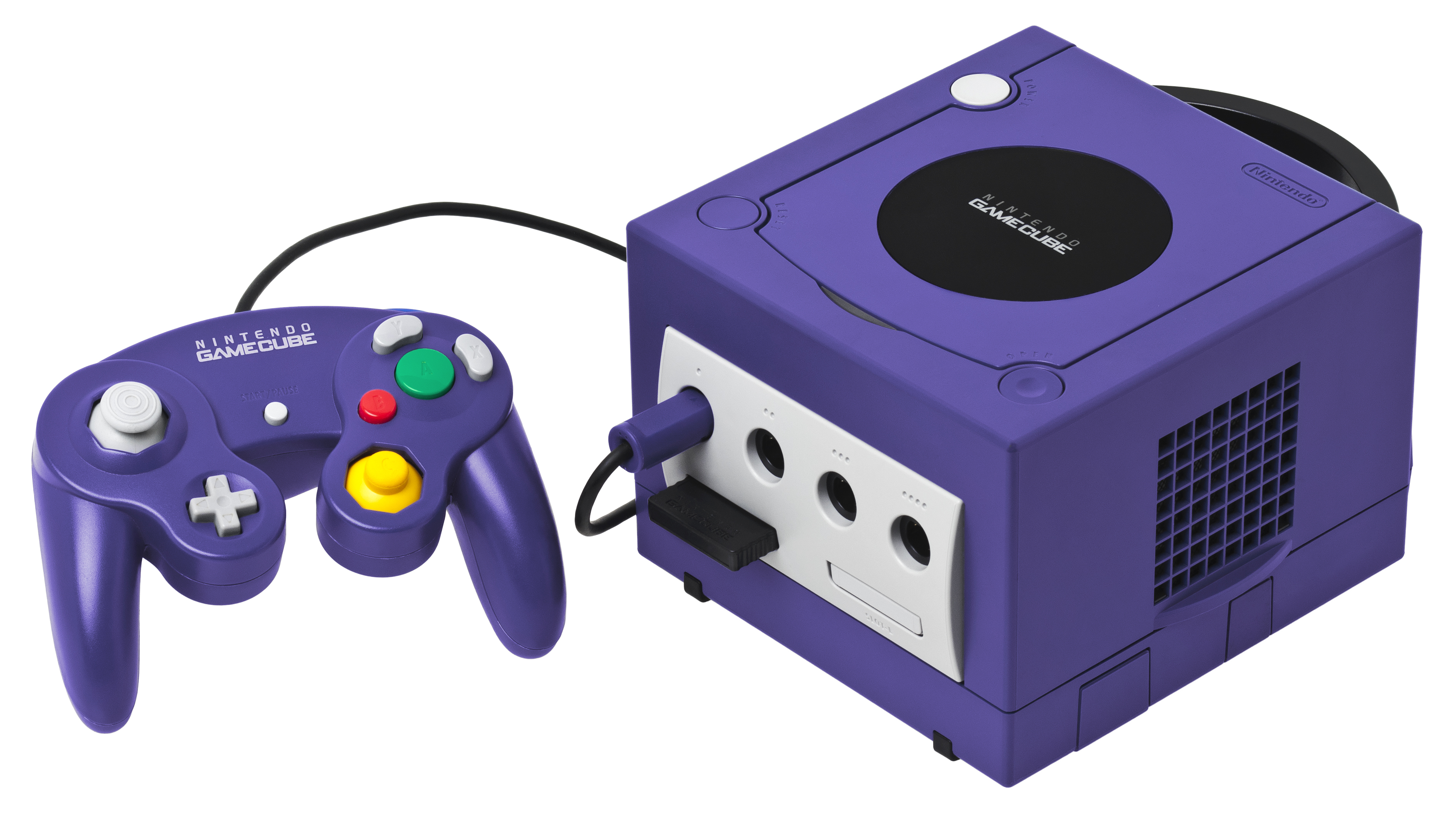
Nintendo GameCube

Összesített Nintendo GameCube játék eladások 2013. március 31-ig: 208,57 millió.

#### Wii
| Cím                                    | Megjelenés | Eladott példány |
| -------------------------------------- | ---------- | --------------- |
| Wii Sports                             | 2006       | 81,64 milliób   |
| Mario Kart Wii                         | 2008       | 34,01 millióab  |
| Wii Sports Resort                      | 2009       | 31,54 millióab  |
| Wii Play                               | 2006       | 28,02 millióa   |
| New Super Mario Bros. Wii              | 2009       | 27,61 milliób   |
| Wii Fit                                | 2007       | 22,67 millióa   |
| Wii Fit Plus                           | 2009       | 20,48 millió    |
| Super Mario Galaxy                     | 2007       | 11,72 millió    |
| Super Smash Bros. Brawl                | 2008       | 11,49 millió    |
| Wii Party                              | 2010       | 7,94 millió     |
| Mario Party 8                          | 2007       | 7,6 millió      |
| Mario & Sonic at the Olympic Games     | 2007       | 7,09 millió     |
| Super Mario Galaxy 2                   | 2010       | 6,36 millió     |
| The Legend of Zelda: Twilight Princess | 2006       | 5,82 millió     |
| Just Dance 2                           | 2010       | 5 millió        |

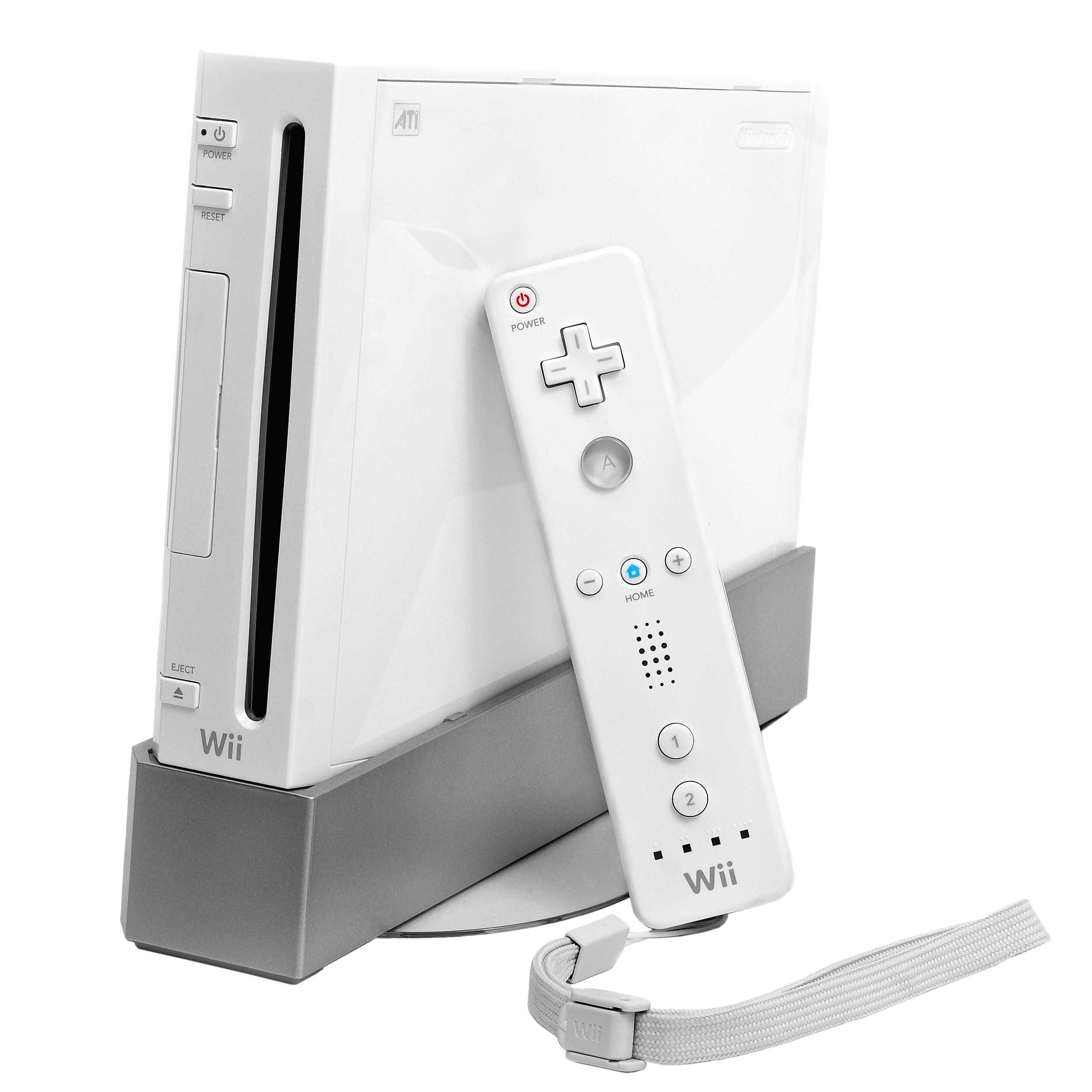
Wii

- a: Népszerű kiegészítő (Wii-mote, MotionPlus, Wii Zapper, Wii Wheel) mellé csomagolva.
- b: A konzol egy bizonyos kiadása mellé csomagolva. A fehér színű gépet megjelenésekor általában a Wii Sports játékkal egybecsomagolva árulták. A MotionPlus megjelenése óta a Wii Sports a fehér és fekete konzol mellé van csomagolva a Wii Sports Resorttal. Ezeken kívül a fehér konzol általában a Mario Kart Wii játékkal (a Wii Wheellel), míg a fekete konzol általában a New Super Mario Brothers Wii játékkal van egybecsomagolva azok megjelenése óta.

Összesített Wii játék eladások 2013. március 31-ig: 869,06 millió.
Összesített Virtual Console játék eladások 2007. december 31-ig: 10 millió felett.

#### Wii U
| Cím                                    | Megjelenés | Eladott példány |
| -------------------------------------- | ---------- | --------------- |
| Mario Kart 8                           | 2014       | 7,34 millió     |
| New Super Mario Bros. U                | 2012       | 5,08 millió     |
| Nintendo Land                          | 2012       | 5,02 millió     |
| Super Mario 3D World                   | 2013       | 4,63 millió     |
| Super Smash Bros. for Wii U            | 2014       | 4,61 millió     |
| Splatoon                               | 2015       | 4,06 millió     |
| Super Mario Maker                      | 2015       | 3,34 millió     |
| New Super Luigi U                      | 2013       | 2,42 millió     |
| The Legend of Zelda: The Wind Waker HD | 2013       | 1,69 millió     |
| Mario Party 10                         | 2015       | 1,65 millió     |
| Wii Party U                            | 2013       | 1,58 millió     |
| Yoshi's Woolly World                   | 2015       | 1,31 millió     |
| Hyrule Warriors                        | 2014       | 1 millió        |

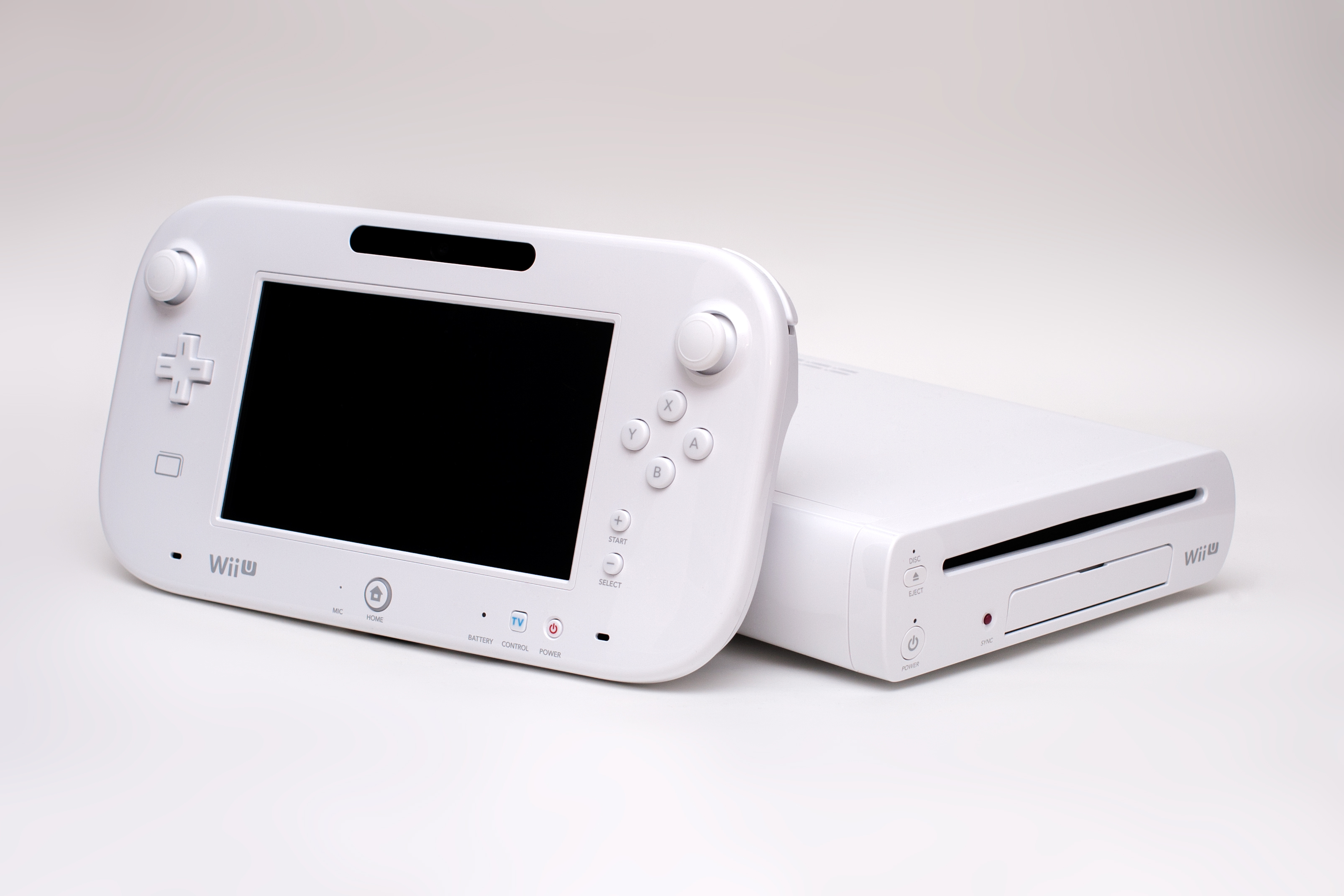
Wii U

Összesített Wii U játék eladások 2013. március 31-ig: 13,42 millió.

#### Game Boy és Game Boy Color
| Cím                                     | Megjelenés | Eladott példány             |
| --------------------------------------- | ---------- | --------------------------- |
| Tetris                                  | 1989       | 35 millió                   |
| Pokémon Red és Green/Blue               | 1996       | megközelítőleg 23,64 millió |
| Pokémon Gold és Silver                  | 1999       | 23 millió                   |
| Super Mario Land                        | 1989       | 18,06 millió                |
| Super Mario Land 2: 6 Golden Coins      | 1992       | 11,09 millió                |
| Pokémon Yellow: Special Pikachu Edition | 1998       | megközelítőleg 8,86 millió  |
| The Legend of Zelda: Link’s Awakening   | 1993       | megközelítőleg 6,05 millió  |

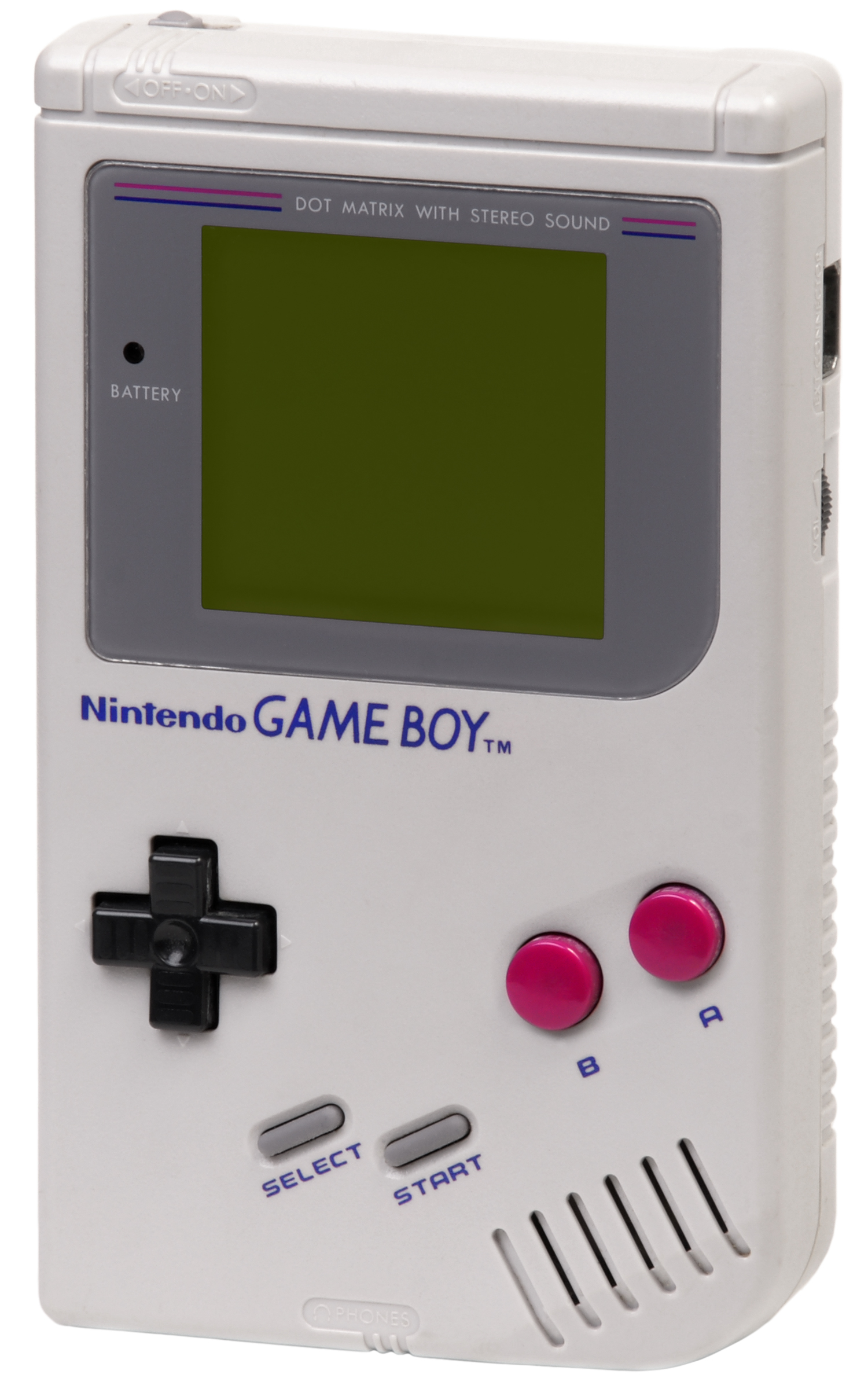
Az eredeti Game Boy

Összesített Game Boy és Game Boy Color játék eladások 2013. március 31-ig: 501,11 millió.

#### Game Boy Advance
| Cím                                                   | Megjelenés | Eladott példány                    |
| ----------------------------------------------------- | ---------- | ---------------------------------- |
| Pokémon Ruby és Sapphire                              | 2002       | 13 millió                          |
| Pokémon FireRed és LeafGreen                          | 2004       | 11,82 millió                       |
| Pokémon Emerald                                       | 2004       | 6,32 millió                        |
| Super Mario World: Super Mario Advance 2              | 2001       | megközelítőleg 4,179 millió        |
| Super Mario Advance                                   | 2001       | megközelítőleg 3,938 millió        |
| Mario Kart: Super Circuit                             | 2001       | megközelítőleg 3,768 millió        |
| Super Mario Advance 4: Super Mario Bros. 3            | 2003       | megközelítőleg 3,698 millió        |
| Namco Museum                                          | 1999       | 2,96 millió az Egyesült Államokban |
| Pokémon Mystery Dungeon: Red Rescue Team              | 2005       | 2,2 millió                         |
| Yoshi’s Island: Super Mario Advance 3                 | 2002       | megközelítőleg 2,196 millió        |
| The Legend of Zelda: A Link to the Past & Four Swords | 2002       | megközelítőleg 2,024 millió        |

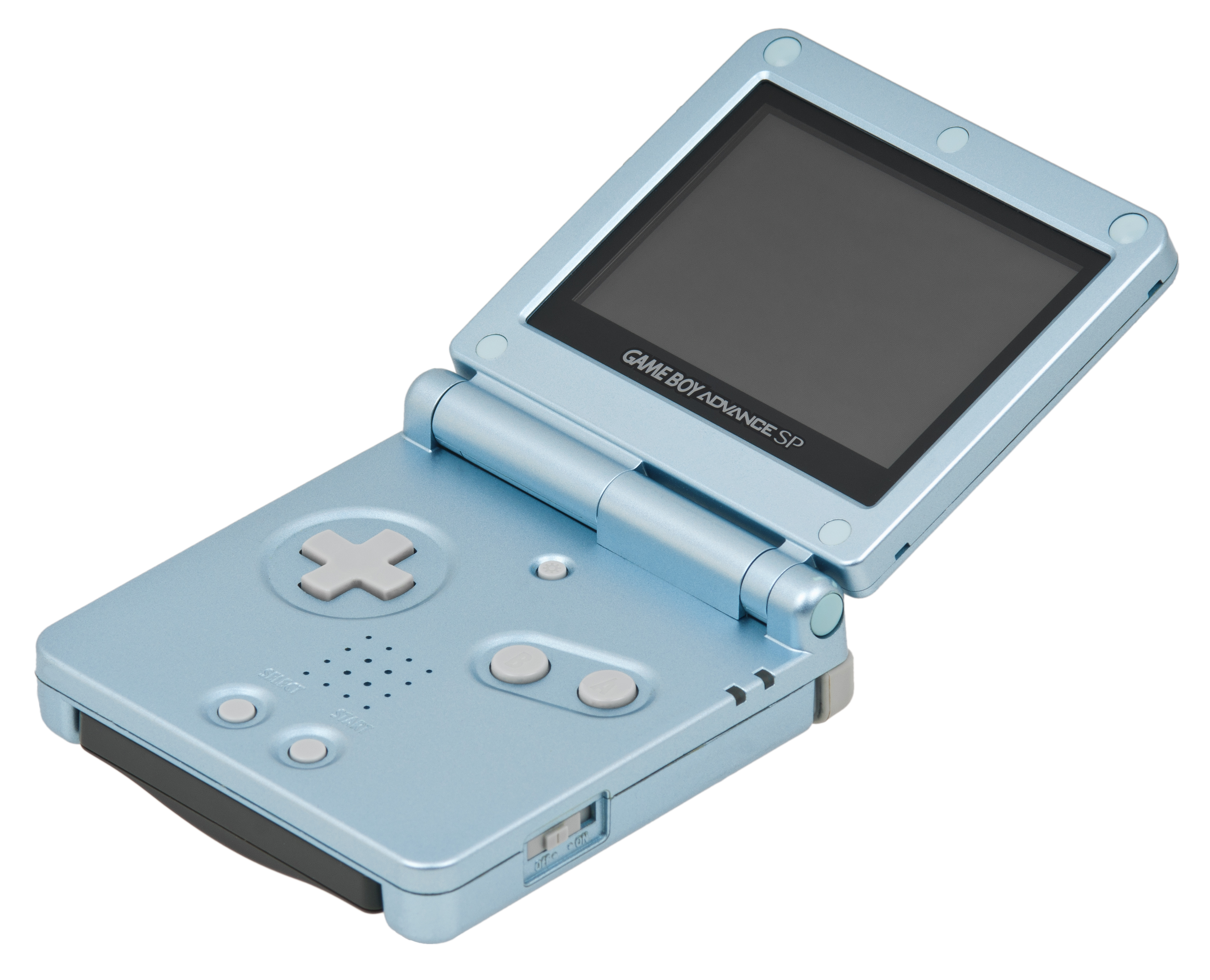
Game Boy Advance SP

Összesített Game Boy Advance játék eladások 2013. március 31-ig: 377,42 millió.

#### Nintendo DS
| Cím                                            | Megjelenés | Eladott példány            |
| ---------------------------------------------- | ---------- | -------------------------- |
| New Super Mario Bros.                          | 2006       | 30,38 millió               |
| Nintendogs (összes változat)                   | 2005–06    | 23,64 millió               |
| Mario Kart DS                                  | 2005       | 22,57 millió               |
| Brain Age: Train Your Brain in Minutes a Day!  | 2005       | 18,96 millió               |
| Pokémon Diamond és Pearl                       | 2006       | 17,57 millió               |
| Brain Age 2: More Training in Minutes a Day!   | 2005       | 14,83 millió               |
| Pokémon Black és White                         | 2010       | 14,71 millió               |
| Pokémon HeartGold és SoulSilver                | 2009       | 11,90 millió               |
| Animal Crossing: Wild World                    | 2005       | 11,51 millió               |
| Super Mario 64 DS                              | 2004       | 9,65 millió                |
| Mario Party DS                                 | 2007       | 8,21 millió                |
| Pokémon Black 2 és White 2                     | 2012       | 7,81 millió                |
| Pokémon Platinum                               | 2008       | 7,06 millió                |
| Dragon Quest IX: Sentinels of the Starry Skies | 2009       | megközelítőleg 5,34 millió |
| Big Brain Academy                              | 2005       | 5,01 millió                |

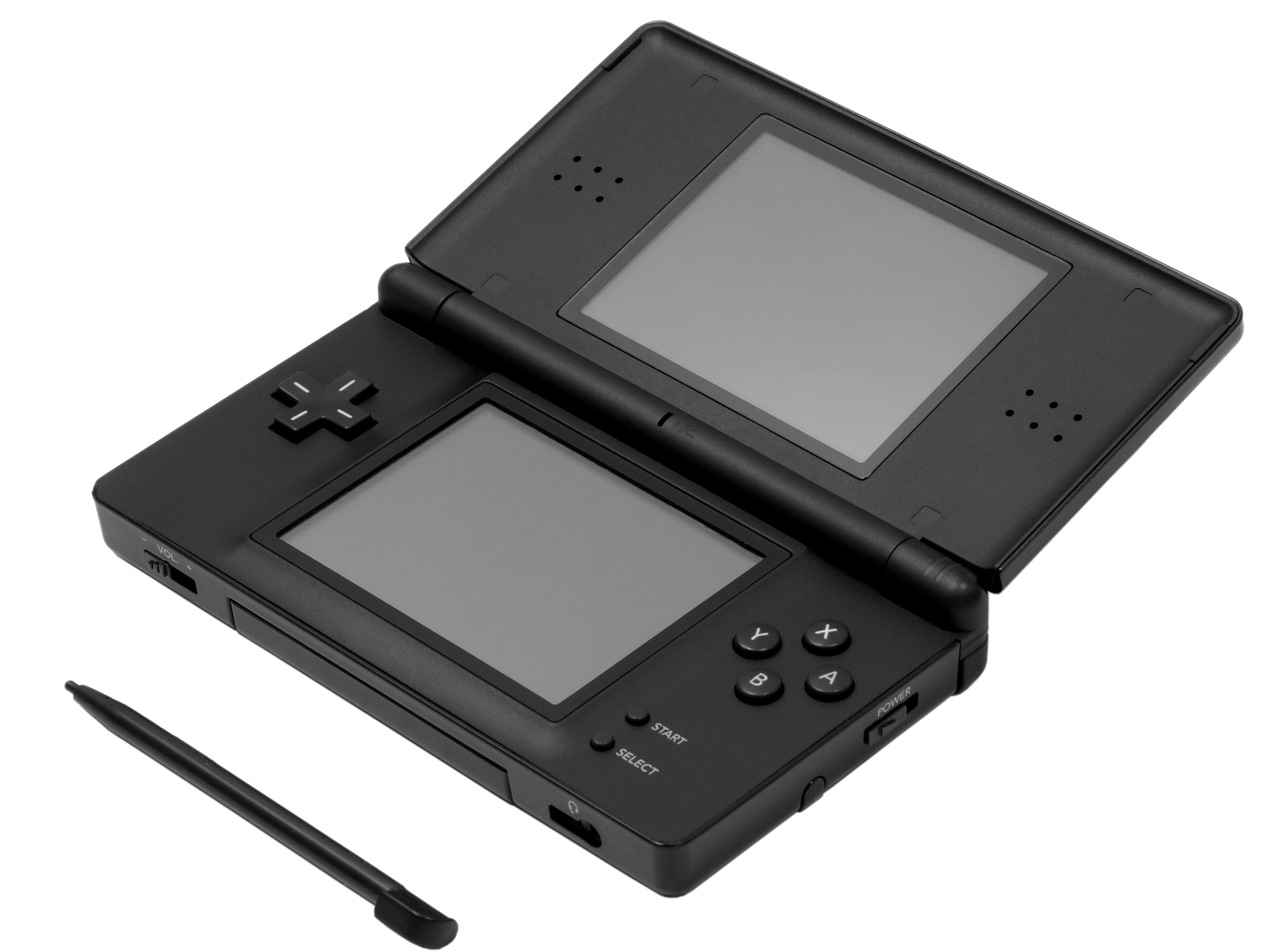
Nintendo DS Lite

Összesített Nintendo DS játék eladások 2013. március 31-ig: 933,69 millió.

#### Nintendo 3DS
| Cím                                                    | Megjelenés | Eladott példány |
| ------------------------------------------------------ | ---------- | --------------- |
| Pokémon X and Y                                        | 2013       | 14,15 millió    |
| Mario Kart 7                                           | 2011       | 12,19 millió    |
| Pokémon Omega Ruby és Alpha Sapphire                   | 2014       | 10,69 millió    |
| Super Mario 3D Land                                    | 2011       | 10,21 millió    |
| New Super Mario Bros. 2                                | 2012       | 9,47 millió     |
| Animal Crossing: New Leaf                              | 2012       | 9,44 millió     |
| Super Smash Bros. for 3DS                              | 2014       | 7,37 millió     |
| Luigi's Mansion: Dark Moon                             | 2013       | 4,61 millió     |
| Tomodachi Life                                         | 2014       | 4,48 millió     |
| The Legend of Zelda: Ocarina of Time 3D                | 2011       | 3,82 millió     |
| Monster Hunter 4                                       | 2013       | 4,1 millió      |
| Monster Hunter 4 Ultimate                              | 2015       | 4 millió        |
| Nintendogs + Cats                                      | 2011       | 3,5 millió      |
| Yo-Kai Watch 2: Ganso and Honke                        | 2014       | 3,1 millió      |
| Yo-Kai Watch 2: Shin'uchi                              | 2013       | 2,61 millió     |
| The Legend of Zelda: A Link Between Worlds             | 2013       | 2,51 millió     |
| Monster Hunter 3 Ultimate                              | 2011       | 2,5 millió      |
| Paper Mario: Sticker Star                              | 2012       | 2,21 millió     |
| Mario & Luigi: Dream Team                              | 2013       | 2,08 millió     |
| The Legend of Zelda: Majora's Mask 3D                  | 2015       | 2,03 millió     |
| Fire Emblem Awakening                                  | 2013       | 1,79 millió     |
| Kirby: Triple Deluxe                                   | 2014       | 1,78 millió     |
| Yo-Kai Watch Busters: Red Cat Team and White Dog Squad | 2015       | 1,56 millió     |
| Donkey Kong Country Returns 3D                         | 2013       | 1,52 millió     |
| Puzzle & Dragons Z: Pazudora Z                         | 2013       | 1,5 millió      |
| Kingdom Hearts 3D: Dream Drop Distance                 | 2012       | 1,32 millió     |
| Yo-Kai Watch                                           | 2013       | 1,29 millió     |
| Dragon Warrior VII                                     | 2013       | 1,29 millió     |
| Pokémon Rumble Blast                                   | 2011       | 1,29 millió     |
| Super Street Fighter IV: 3D Edition                    | 2011       | 1,2 millió      |
| Kid Icarus: Uprising                                   | 2012       | 1,18 millió     |
| Mario Party: Island Tour                               | 2013       | 1,14 millió     |
| Mario Tennis Open                                      | 2012       | 1,11 millió     |
| Animal Crossing: Happy Home Designer                   | 2015       | 1,05 millió     |
| Bravely Default                                        | 2012       | 1 millió        |

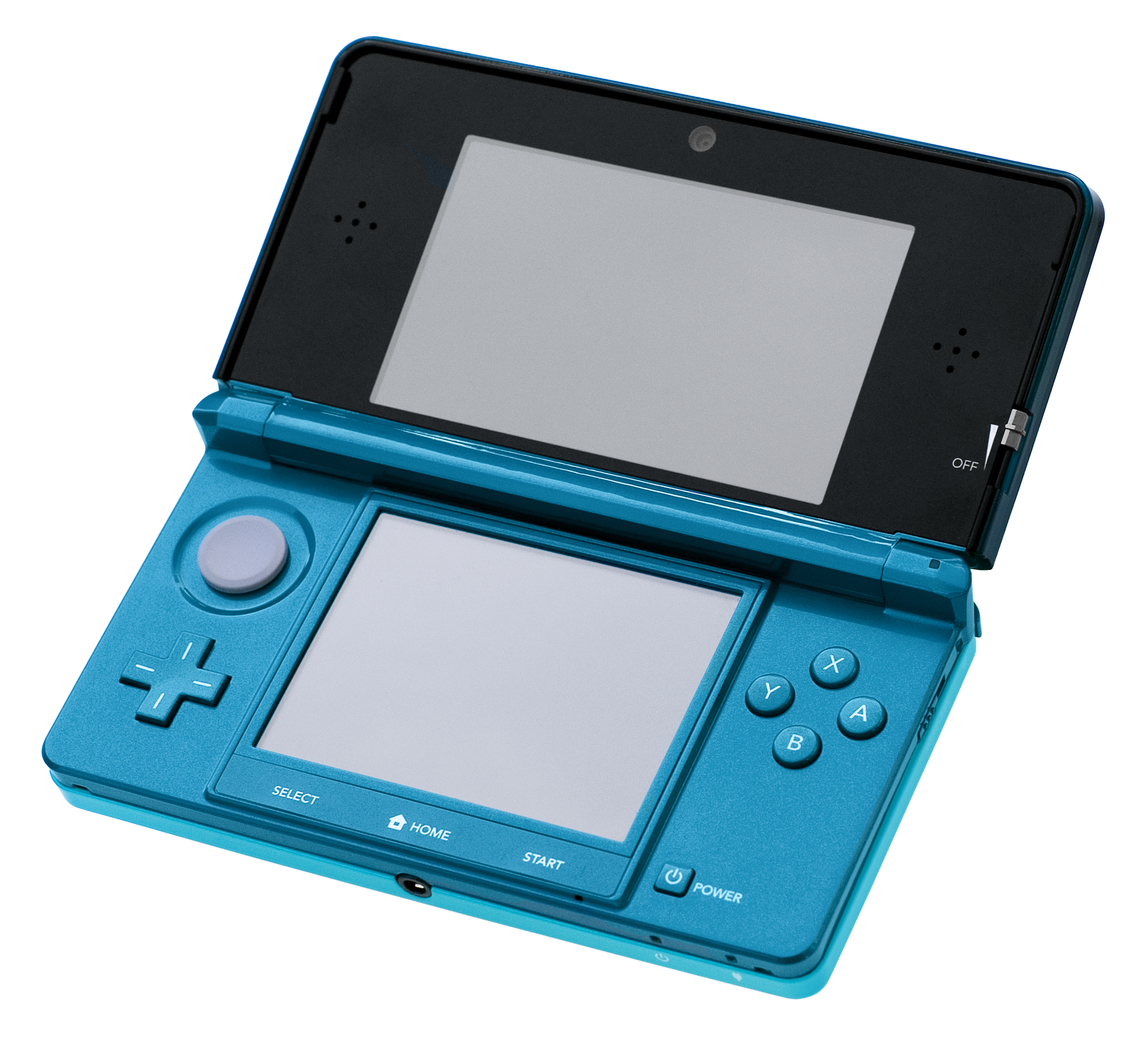
Nintendo 3DS

Összesített Nintendo 3DS játék eladások 2013. március 31-ig: 95,03 millió.

### Sega

#### Sega Mega Drive/Genesis

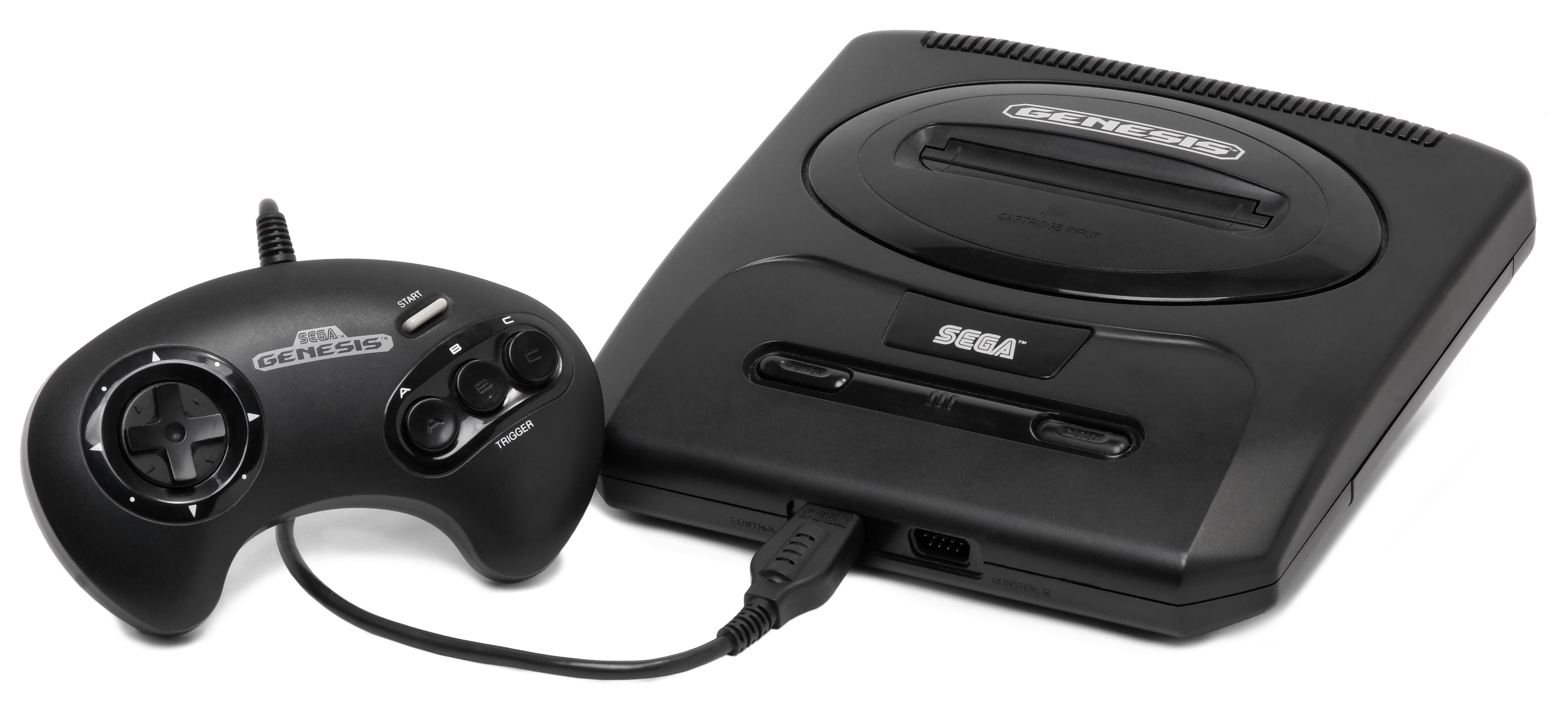
Sega Genesis

| Cím                                         | Megjelenés | Eladott példány                            |
| ------------------------------------------- | ---------- | ------------------------------------------ |
| Sonic the Hedgehog                          | 1991       | több, mint 15 millió                       |
| Sonic the Hedgehog 2                        | 1992       | 6 millió                                   |
| Aladdin                                     | 1993       | 4 millió                                   |
| NBA Jam                                     | 1993       | 1,93 millió az Egyesült Államokban         |
| Mortal Kombat II                            | 1994       | 1,78 millió az Egyesült Államokban         |
| Street Fighter II: Special Champion Edition | 1993       | 1,65 millió                                |
| Altered Beast                               | 1988       | legalább 1,4 millió az Egyesült Államokban |
| Sonic & Knuckles                            | 1994       | 1,24 millió az Egyesült Államokban         |
| Sonic the Hedgehog 3                        | 1994       | 1,02 millió az Egyesült Államokban         |
| Mortal Kombat 3                             | 1995       | 1,02 millió az Egyesült Államokban         |
| Mighty Morphin Power Rangers                | 1994       | 1 millió az Egyesült Államokban            |
| Ms. Pac-Man                                 | 1991       | több, mint 1 millió az Egyesült Államokban |
| NFL Prime Time ’98                          | 1997       | több, mint 1 millió az Egyesült Államokban |
| Sonic the Hedgehog Spinball                 | 1993       | több, mint 1 millió                        |
| Jurassic Park                               | 1993       | több, mint 1 millió                        |
| NFL Football ’94 Starring Joe Montana       | 1994       | több, mint 1 millió                        |
| Marvel Comic’s X-Men                        | 1993       | több, mint 1 millió                        |

#### Sega Saturn

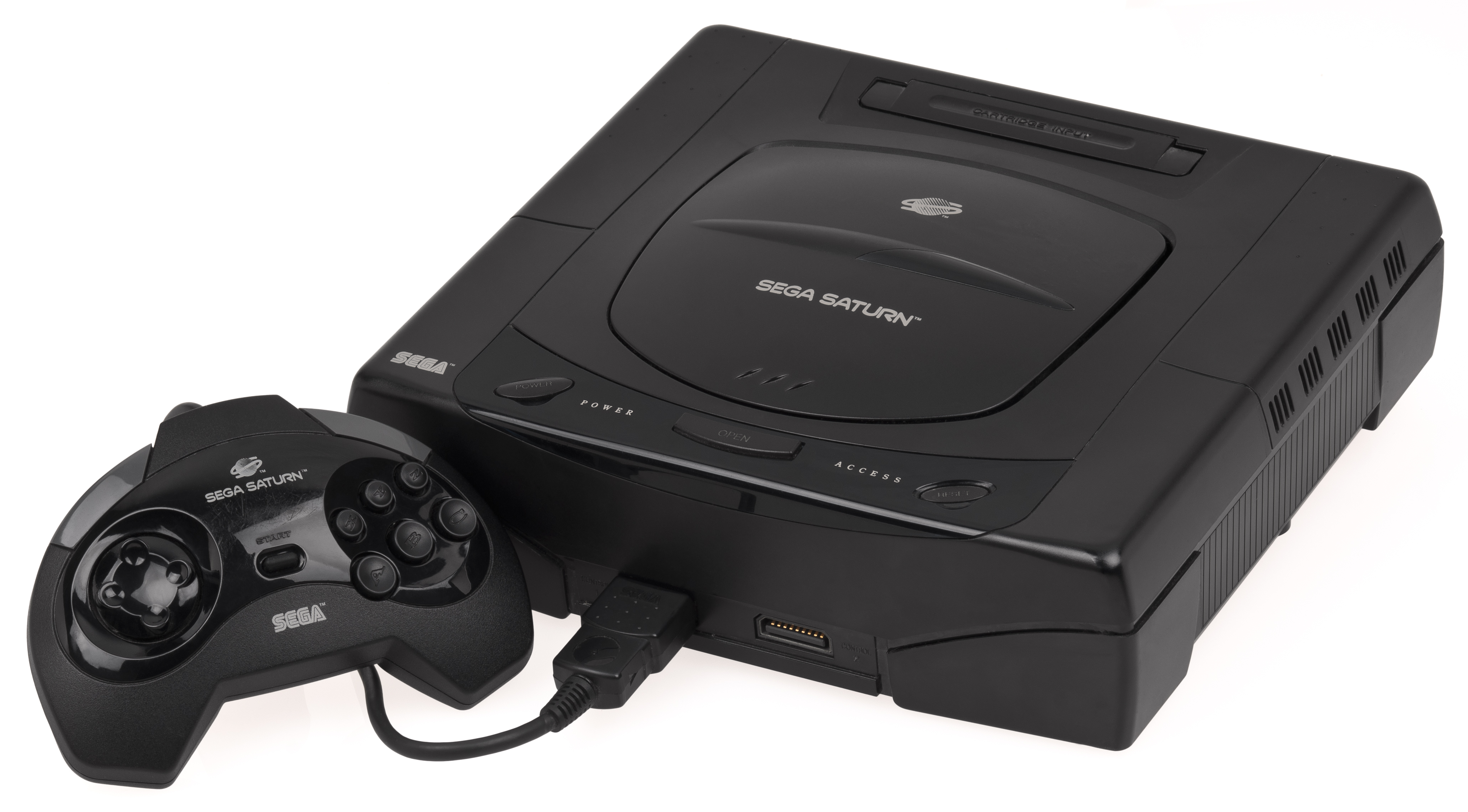
Sega Saturn

| Cím                     | Megjelenés | Eladott példány           |
| ----------------------- | ---------- | ------------------------- |
| Virtua Fighter 2        | 1995       | megközelítőleg 2,2 millió |
| Sega Rally Championship | 1995       | 1,2 millió                |

#### Dreamcast

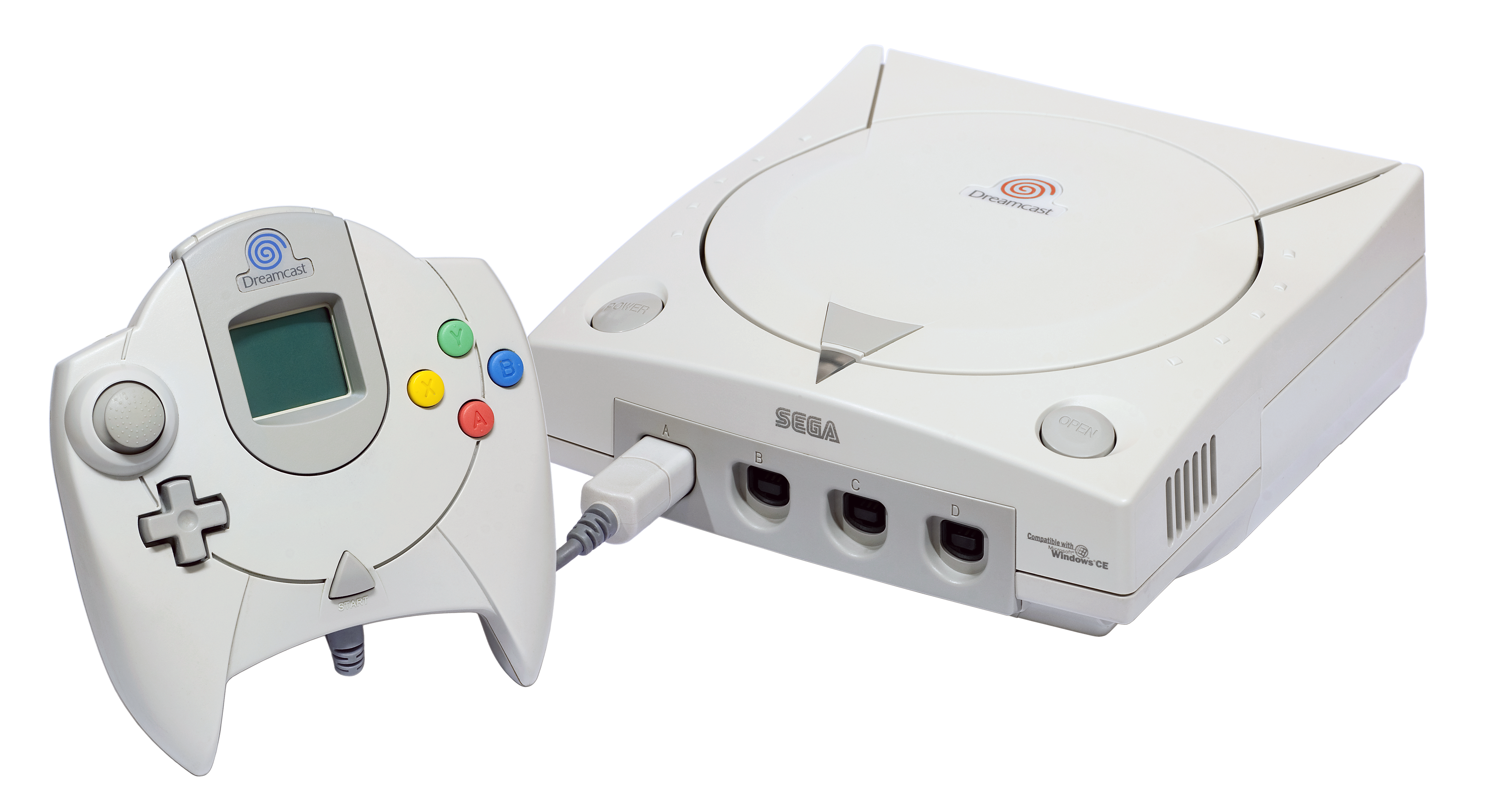
Dreamcast

| Cím                          | Megjelenés | Eladott példány                    |
| ---------------------------- | ---------- | ---------------------------------- |
| Sonic Adventure              | 1998       | 2,5 millió                         |
| Soulcalibur                  | 1999       | 1,3 millió                         |
| Crazy Taxi                   | 2000       | megközelítőleg 1,225 millió        |
| Shenmue                      | 1999       | 1,2 millió                         |
| Resident Evil Code: Veronica | 2000       | 1,14 millió                        |
| NFL 2K                       | 1999       | 1,13 millió az Egyesült Államokban |
| NFL 2K1                      | 2000       | 1,01 millió az Egyesült Államokban |

### Sony

#### PlayStation
| Cím                                      | Megjelenés | Eladott példány            |
| ---------------------------------------- | ---------- | -------------------------- |
| Gran Turismo                             | 1997       | 10,85 millió leszállítva   |
| Gran Turismo 2                           | 1999       | 9,97 millió leszállítva    |
| Final Fantasy VII                        | 1997       | 9,72 millió                |
| Tomb Raider II                           | 1997       | 8 millió                   |
| Harry Potter and the Philosopher’s Stone | 2001       | 8 millió                   |
| Crash Bandicoot 3: Warped                | 1998       | 7,13 millió                |
| Tomb Raider                              | 1996       | 7 millión                  |
| Metal Gear Solid                         | 1998       | 7 millió                   |
| Crash Bandicoot                          | 1996       | 6,82 millió                |
| Tomb Raider III                          | 1998       | 6 millió                   |
| Final Fantasy IX                         | 2000       | 5,30 millió                |
| Crash Bandicoot 2: Cortex Strikes Back   | 1997       | megközelítőleg 5,17 millió |
| Tomb Raider: The Last Revelation         | 1999       | 5 millió                   |

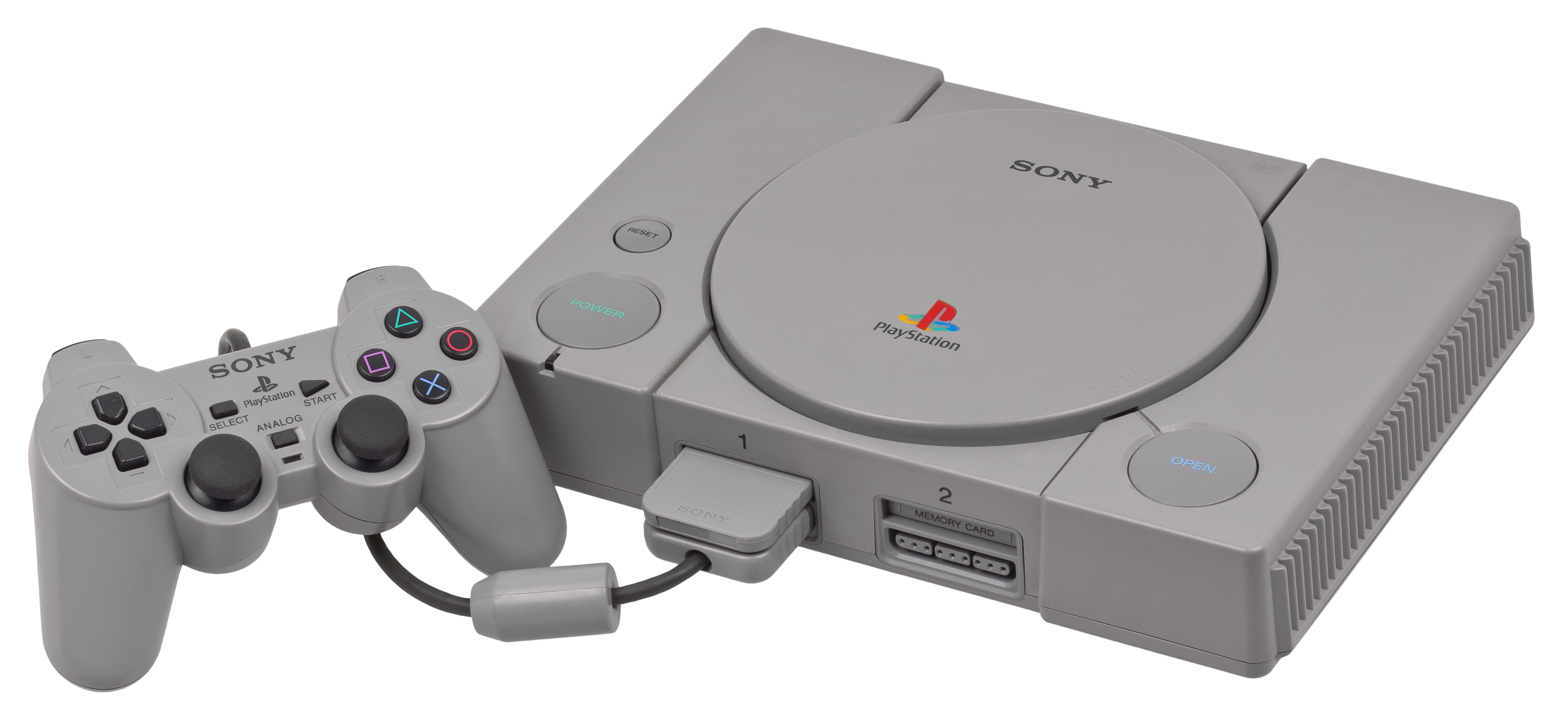
Sony PlayStation

Összesített PlayStation játék leszállítások 2007. március 31-ig: 962 millió.

#### PlayStation 2
| Cím                                 | Megjelenés | Eladott példány            |
| ----------------------------------- | ---------- | -------------------------- |
| Grand Theft Auto: San Andreas       | 2004       | 20,81 millió               |
| Gran Turismo 3: A-Spec              | 2001       | 14,89 millió               |
| Gran Turismo 4                      | 2004       | 11,73 millió               |
| Grand Theft Auto: Vice City         | 2002       | megközelítőleg 9,61 millió |
| Grand Theft Auto III                | 2001       | megközelítőleg 7,9 millió  |
| Metal Gear Solid 2: Sons of Liberty | 2001       | 7 millió                   |
| Final Fantasy X                     | 2001       | 6,6 millió                 |
| Final Fantasy XII                   | 2006       | 5,2 millió leszállítva     |

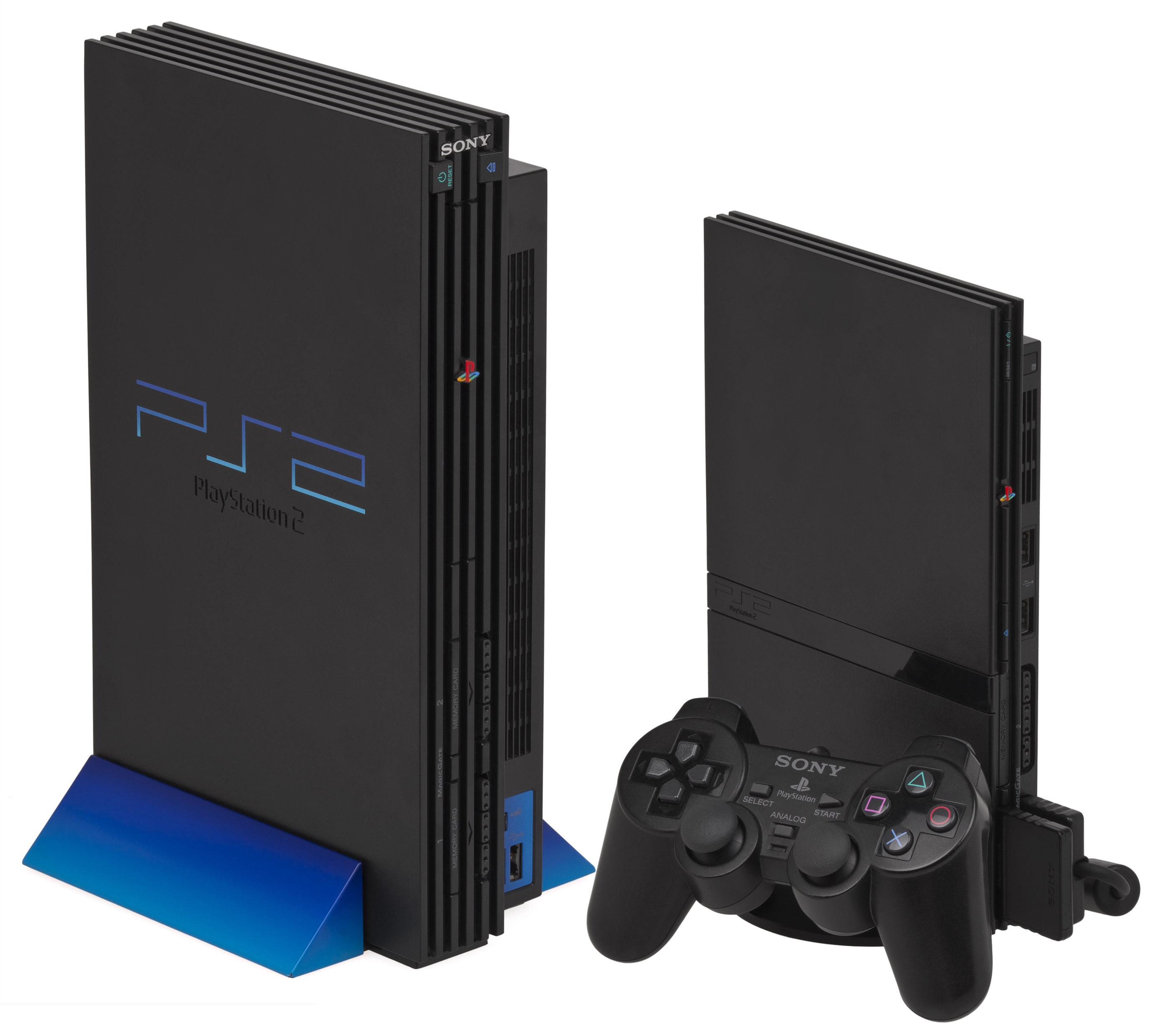
Eredeti (balra) és egy slim (jobbra) PlayStation 2

Összesített PlayStation 2 játék leszállítások 2007. március 31-ig: 1,24 milliárd. Összesített PlayStation 2 játék eladások 2007. április 1-je és 2012. március 31-e között: 297,5 millió.

#### PlayStation 3
| Cím                                          | Megjelenés | Eladott példány                           |
| -------------------------------------------- | ---------- | ----------------------------------------- |
| Grand Theft Auto V                           | 2013       | 20,41 millió                              |
| Gran Turismo 5                               | 2010       | 10,66 millió                              |
| Gran Turismo 5 Prologue                      | 2007       | 5,35 millió                               |
| God of War III                               | 2010       | 5 197 632                                 |
| Call of Duty: Modern Warfare 2               | 2009       | megközelítőleg 4,8 millió                 |
| Uncharted 3: Drake’s Deception               | 2011       | 3,8 millió                                |
| Uncharted 2: Among Thieves                   | 2009       | 3,8 millió                                |
| The Last of Us                               | 2013       | 3,4 millió                                |
| MotorStorm                                   | 2006       | 3,31 millió                               |
| Call of Duty: Black Ops                      | 2010       | megközelítőleg 3,269 millió               |
| Metal Gear Solid 4: Guns of the Patriots     | 2008       | megközelítőleg 3 millió                   |
| LittleBigPlanet                              | 2008       | 3 millió                                  |
| Final Fantasy XIII                           | 2009       | megközelítőleg 2,97 millió 828,200 in US, |
| Grand Theft Auto IV                          | 2008       | megközelítőleg 2,73 millió                |
| Uncharted: Drake’s Fortune                   | 2007       | 2.6 millió                                |
| Resistance: Fall of Man                      | 2006       | 2,5 millió                                |
| God of War Collection                        | 2009       | 2 418 516                                 |
| Killzone 2                                   | 2009       | 2 millió                                  |
| Infamous                                     | 2009       | közel 2 millió                            |
| Call of Duty 4: Modern Warfare               | 2007       | megközelítőleg 1,977 millió               |
| Call of Duty: World at War                   | 2008       | megközelítőleg 1,83 millió                |
| Heavy Rain                                   | 2010       | 1,7 millió                                |
| Resident Evil 5                              | 2009       | megközelítőleg 1,62 millió                |
| Heavenly Sword                               | 2007       | 1,5 millió                                |
| Red Dead Redemption                          | 2010       | megközelítőleg 1,35 millió                |
| Ratchet & Clank Future: Tools of Destruction | 2007       | 1,25 millió                               |
| MotorStorm: Pacific Rift                     | 2008       | 1 millió                                  |

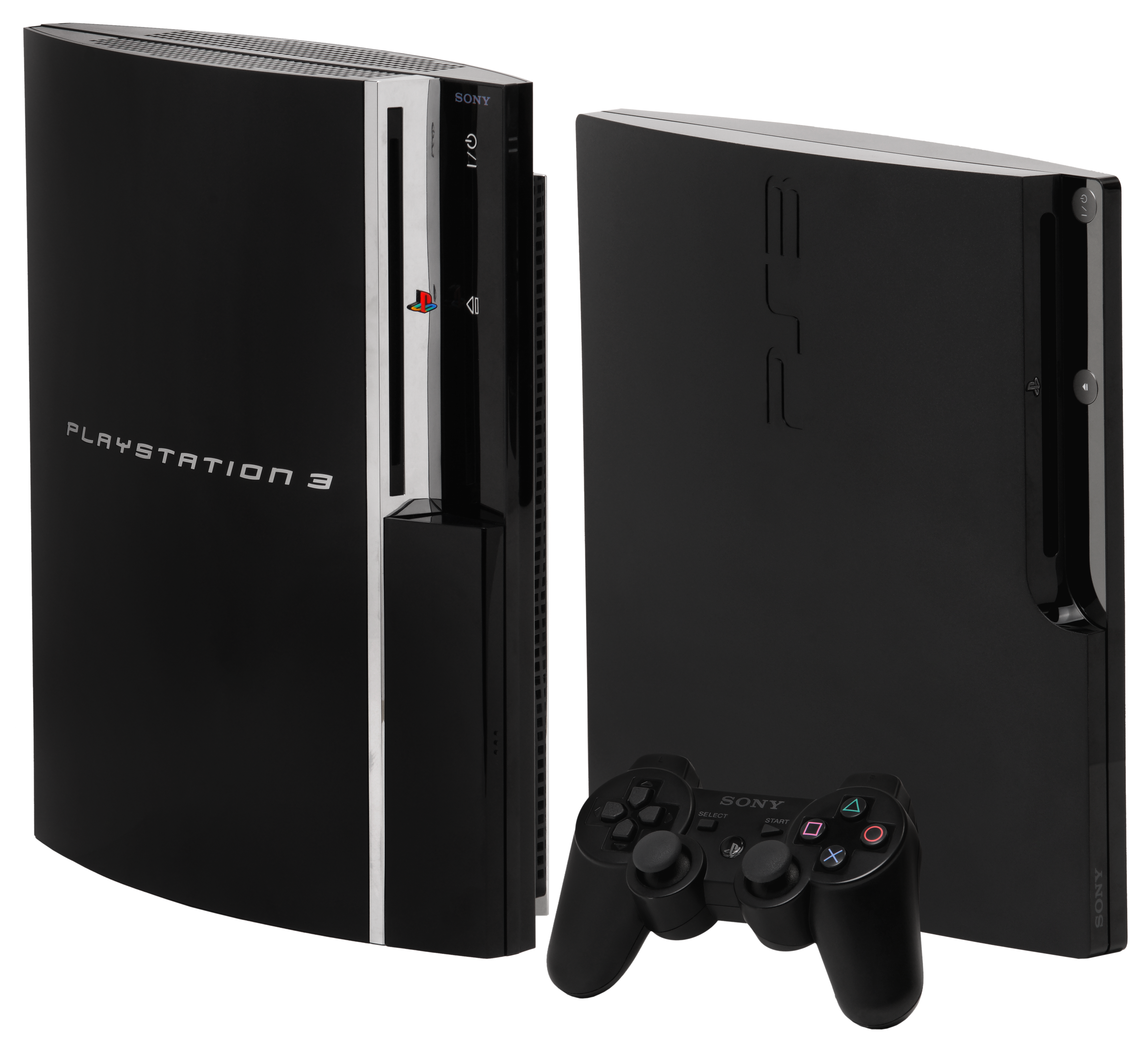
PlayStation 3

Összesített PlayStation 3 játék eladások 2012. március 31-ig: 595 millió.

#### PocketStation
| Cím            | Megjelenés | Eladott példány |
| -------------- | ---------- | --------------- |
| Doko demo isso | 1999       | 1,1 millió      |

#### PlayStation Portable

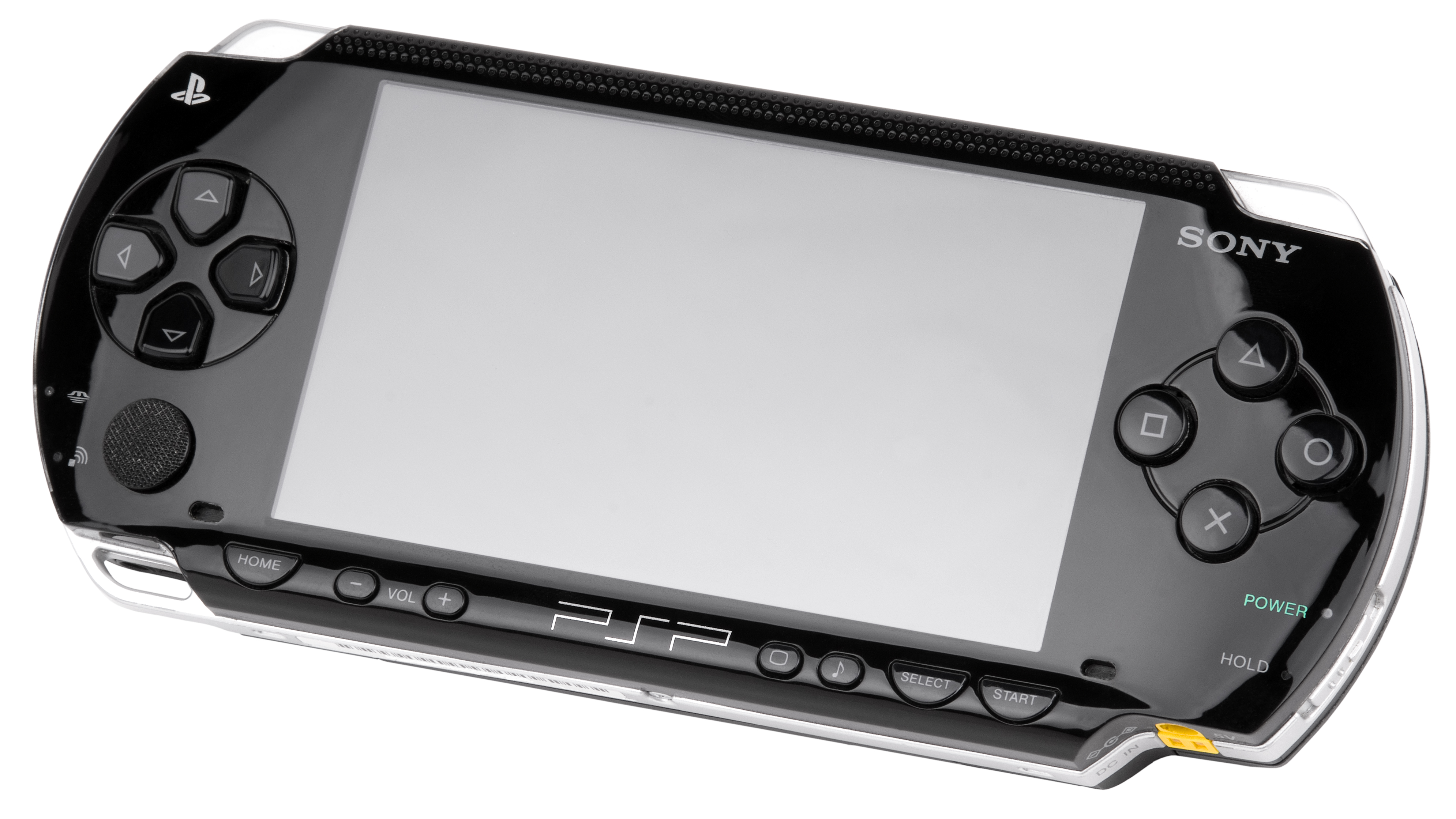
PlayStation Portable

PlayStation Portable játékok, amelyekből legalább egymillió példány kelt el vagy került leszállításra.
- Monster Hunter Portable 3rd (4,12 millió Japánban)[166]
- Gran Turismo (3,61 millió)[119]
- Monster Hunter Freedom Unite (3,1 millió,[56] 3,5 millió leszállítva)[56]
- Grand Theft Auto: Liberty City Stories (2 725 507: megközelítőleg 2 millió Amerikában,[167] 125 507 Japánban,[168] 600 000 az Egyesült Királyságban)[89]
- Crisis Core: Final Fantasy VII (megközelítőleg 2,59 millió: 830 000 Japánban, 710 000 Észak-Amerikában,[169][170] 550 000 Európában)[170]
- Gran Turismo (2,32 millió)[119]
- Daxter (2,3 millió)[171]
- Monster Hunter Freedom 2 (2,3 millió)[56]
- Dissidia: Final Fantasy (1,81 millió)[96]
- Need for Speed Most Wanted 5-1-0 (megközelítőleg 1,32 millió: 1,1 millió Amerikában,[167] 200 000 az Egyesült Királyságban,[26] 27 151 Japánban)[168]
- Midnight Club 3: DUB Edition (megközelítőleg 1,3 millió: 1,1 millió Amerikában,[167] 200 000 az Egyesült Királyságban)[26]
- Monster Hunter Freedom (1,2 millió)[56]
- Grand Theft Auto: Vice City Stories (megközelítőleg 1,13 millió: 950 000 Amerikában,[167] 100 000 az Egyesült Királyságban,[23] 80 420 Japánban)[168]
- Hot Shots Golf: Open Tee (1 millió)[172]
- Tekken: Dark Resurrection (1 millió)[173]
- Wipeout Pure (1 millió)[174]

Összesített PlayStation 3 játék eladások 2012. március 16-ig: 251,6 millió.

### Gép mellé csomagolt játékok
Olyan valamely konzolhoz mellékelt játékok, amelyekből legalább tízmillió példány kelt el vagy került leszállításra.
- Wii Sports (Wii – 79,16 millió,[175] Japánon kívül mindenhol a géphez mellékelték)
- Super Mario Bros. (NES – 40,24 millió)[41][42]
- Tetris (Game Boy – 35 millió)[83]
- Super Mario World (SNES – 20,60 millió)[42][53]
- Kinect Adventures (Xbox 360 - 18 millió, a Kinect mellé csomagolták)[176]
- Sonic the Hedgehog (Sega Mega Drive/Genesis - 15 millió)[103]

## Személyi számítógépek
Microsoft Windows, Mac OS X és Linux játékok, amelyekből legalább ötmillió példány kelt el vagy került leszállításra. A kiegészítők nem számítanak hozzá az alapjáték eladásához (kivéve a StarCraft és a Guild Wars esetében).
- Minecraft (2023 novemberére már több mint 300 millió)[177]
- Counter Strike: Global Offensive (több mint 27 millió)[178]
- The Sims (16 millió leszállítva)[179]
- Counter-Strike: Source (több mint 14 millió)[180]
- Left 4 Dead 2 (több mint 14 millió)[181]
- The Sims 2 (13 millió)[182]
- The Sims 2: Házi kedvenc [kiegészítő] (5,6 millió)[183]
- Counter-Strike (több mint 12 millió)[184]
- World of Warcraft (több mint 12 millió)[185]
- Garry's Mod (több mint 11 millió)[186]
- StarCraft (11 millió)[187]
- The Elder Scrolls V: Skyrim (több mint 10 millió)[188]
- Half-Life (9,3 millió,[24][25] talán a PS2 verzióval együtt)
- Half-Life 2 (6,5 millió,[24][25] talán az Xbox verzióval együtt, de a Steam kivételével)
- Guild Wars (6 millió, a Factions, a Nightfall és az Eye of the North kiegészítőkkel)[189]

## Mobiltelefon
- Tetris (100 millió felett)[190]
- Draw Something (legalább 50 millió)[191]
- Pac-Man (30 millió felett Amerikában)[192]
- Angry Birds sorozat (legalább 12 millió,[193] 500 millió letöltés)[194]
- Block Breaker Deluxe (8 millió)[195]
- Sonic the Hedgehog (8 millió)[196]
- Fruit Ninja (legalább 6 millió,[197] 20 millió letöltés)[198]
- Doodle Jump (5 millió)[199]
- Final Fantasy IV: The After Years (3 millió Japánban)[200]
- Flight Control (2 millió)[201]
- Pocket God (2 millió)[202]
- Brain Challenge (1,5 millió)[203]
- Flick Fishing (1,3 millió)[204]
- Bubble Bash (1 millió)[195]
- Coin Stack 2600 (1 millió Koreában)[205]
- Cut the Rope (1 millió)[206]
- Doom RPG (1 millió)[207]
- Guitar Hero III Mobile (1 millió)[208]
- Super Bomberman (1 millió)[209]

## Játéktermi játékok
Játéktermi játékok, amelyekből legalább 10 000 kabinet kelt el.
- Pac-Man (400 000)[210]
- Space Invaders (360 000)[211]
- Street Fighter II (megközelítőleg 200 000)
  - Street Fighter II: Champion Edition (140 000 Japánban)[212]
  - Street Fighter II: The World Warrior (60 000)[213]
- Donkey Kong (125 000)[214]
- Ms. Pac-Man (115 000)[215]
- Asteroids (70 000)[215]
- Defender (60 000)[216][217]
- Centipede (55 988)[218]
- Galaxian (40 000 Amerikában)[219]
- Donkey Kong Jr. (35 000 Amerikában)[220]
- Mr. Do! (30 000 Amerikában)[221]
- Tempest (29 000)[222]
- Mortal Kombat II (27 000)[223]
- Mortal Kombat (24 000)[223]
- Robotron: 2084 (23 000)[222]
- Dig Dug (22 228 Amerikában)[218]
- Pole Position (21 000 Amerikában)[222]
- Popeye (20 000 Amerikában)[220]
- Out Run (20 000)[224]
- Dance Dance Revolution (20 000)[225]
- Pump It Up (20 000)[225]
- Missile Command (20 000)[226]
- Jungle Hunt (18 000 Amerikában)[227]
- Dragon’s Lair (16 000)[228]
- Stargate (15 000)[222]
- Star Wars (12 695)[218]
- Space Duel (12 038)[218]
- Pong (8500–19 000)[229][230]
- Breakout (11 000)[231]
- Sea Wolf (10 000)[232]
- StarHorse 2: Fifth Expansion (10 657)[233]